# Nepetoideae
Die Nepetoideae sind mit 3100 bis 3700 Arten die artenreichste Unterfamilie der Pflanzenfamilie der Lippenblütler (Lamiaceae). Es sind viele bekannte Heil- und Gewürzpflanzen wie Basilikum, Bohnenkraut, Lavendel, Minze, Oregano, Rosmarin, Salbei, Thymian, Ysop und Zitronenmelisse darunter.

## Beschreibung und Inhaltsstoffe

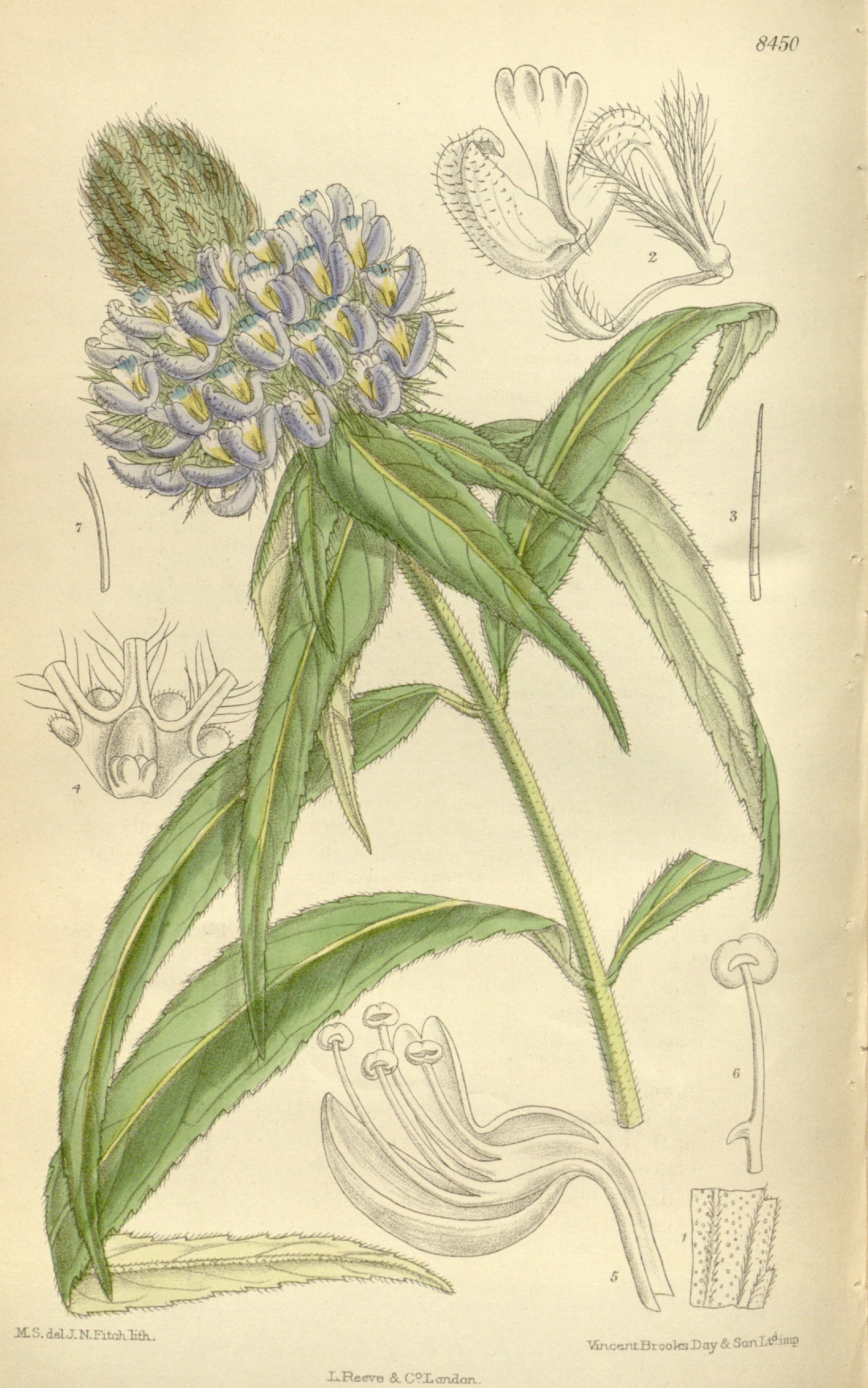
Tribus Ocimeae: Illustration von Pycnostachys dawei

### Vegetative Merkmale
Es sind meist krautige Pflanzen, manchmal Sträucher oder selten Bäume. Viele Arten duften aromatisch. Die Stängel sind oft vierkantig. Die gegenständigen Laubblätter sind meist einfach oder selten zusammengesetzt.

### Generative Merkmale
Die zwittrigen Blüten sind fünfzählig und zygomorph mit doppelter Blütenhülle (Perianth). Die fünf Kelchblätter sind verwachsen. Die fünf Kronblätter sind verwachsen, wobei die Krone zweilippig ist. Es sind vier Staubblätter vorhanden, wobei zwei zu Staminodien reduziert sein können.
Die Blütenformel für die Arten der Nepetoideae lautet:
{\displaystyle \downarrow \;K_{(5)}\;[C_{(5)}\;A_{4-2}]\;G_{\underline {(|2)}}}
Dabei symbolisiert das Zeichen „|“ die Trennung durch zusätzliche Scheidewände.
Die dreikernigen Pollenkörner sind hexacolpat. Beim Embryo ist die Basis der Keimblätter (Kotyledonen) verlängert, wodurch das Hypokotyl und die Radicula größtenteils überdeckt sind. Die dreikernigen Pollenkörner besitzen eine hexacolpate Apertur.
Die wichtigsten Inhaltsstoffe bei den Nepetoideae sind Rosmarinsäure und flüchtige Terpenoide. Es sind Nepetoidin A und B, niedrige Konzentrationen von Betainen sowie Iridoidglycoside und in der Epidermis der Blütenkelche prismatische Calciumoxalat-Kristalle vorhanden.

## Systematik und Verbreitung

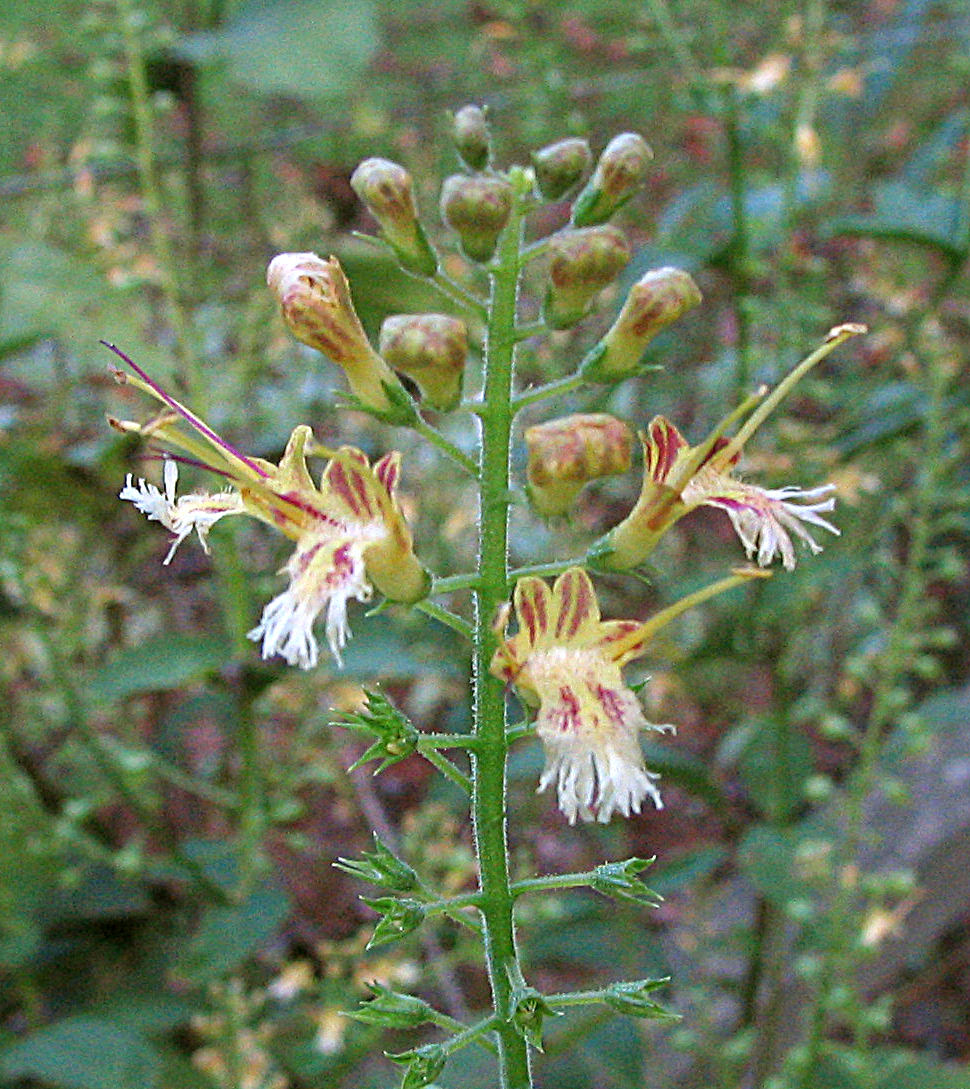
Tribus Elsholtzieae: Collinsonia canadensis

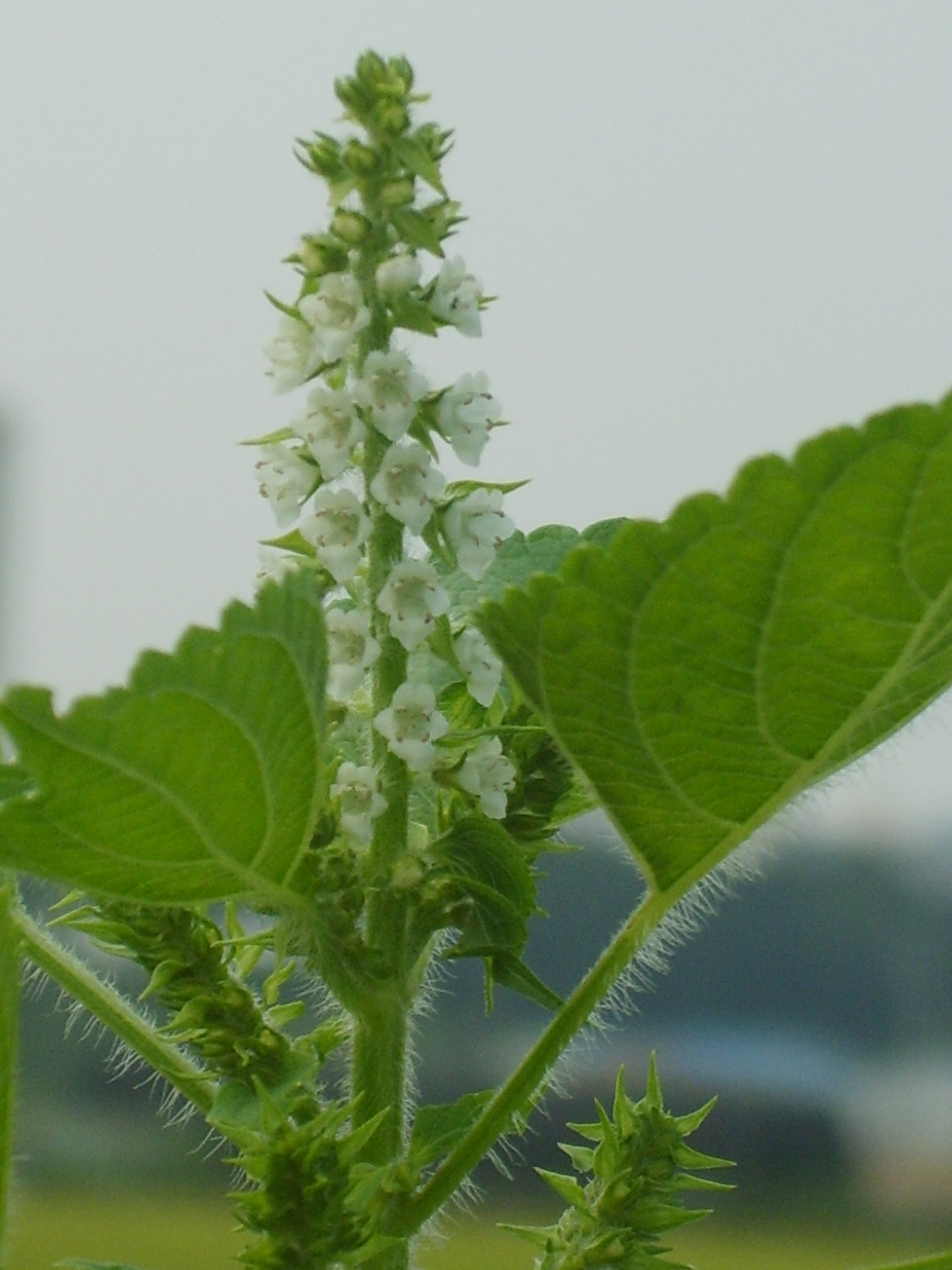
Tribus Elsholtzieae: Perilla frutescens

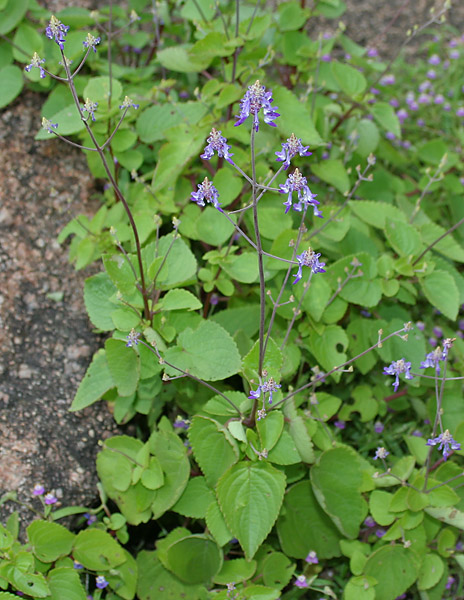
Tribus Ocimeae: Anisochilus carnosus

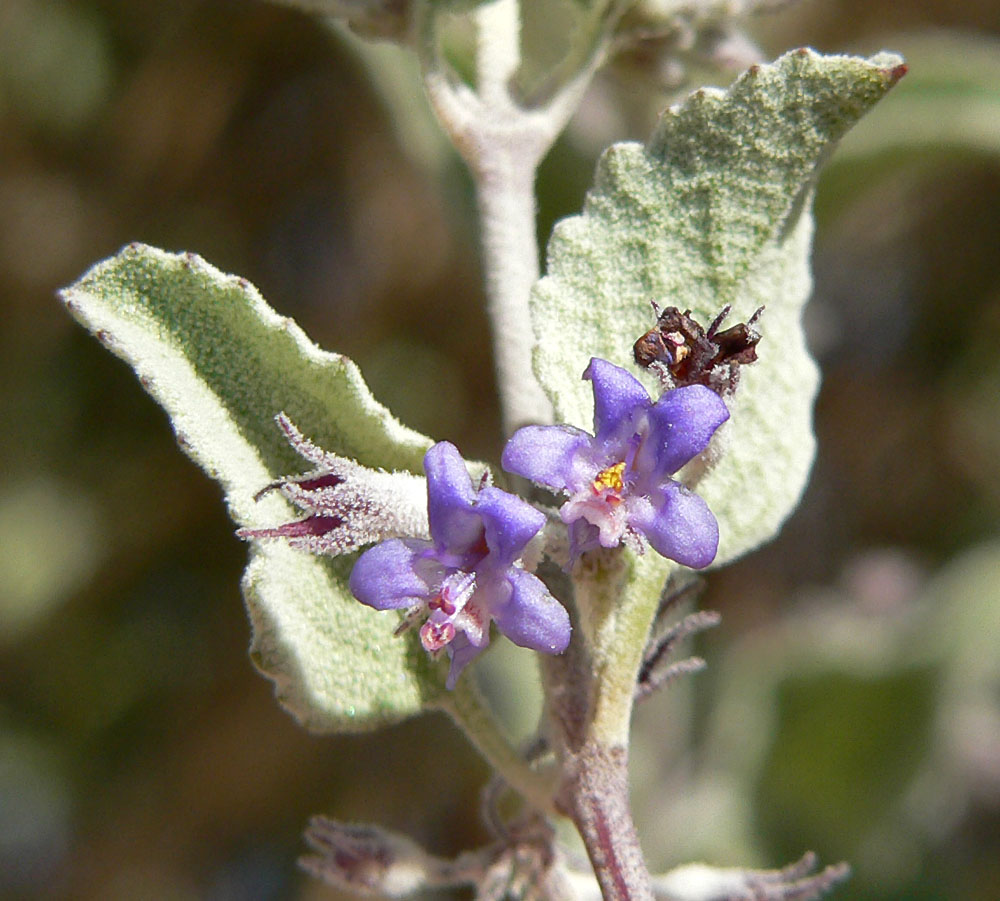
Tribus Ocimeae: Condea emoryi

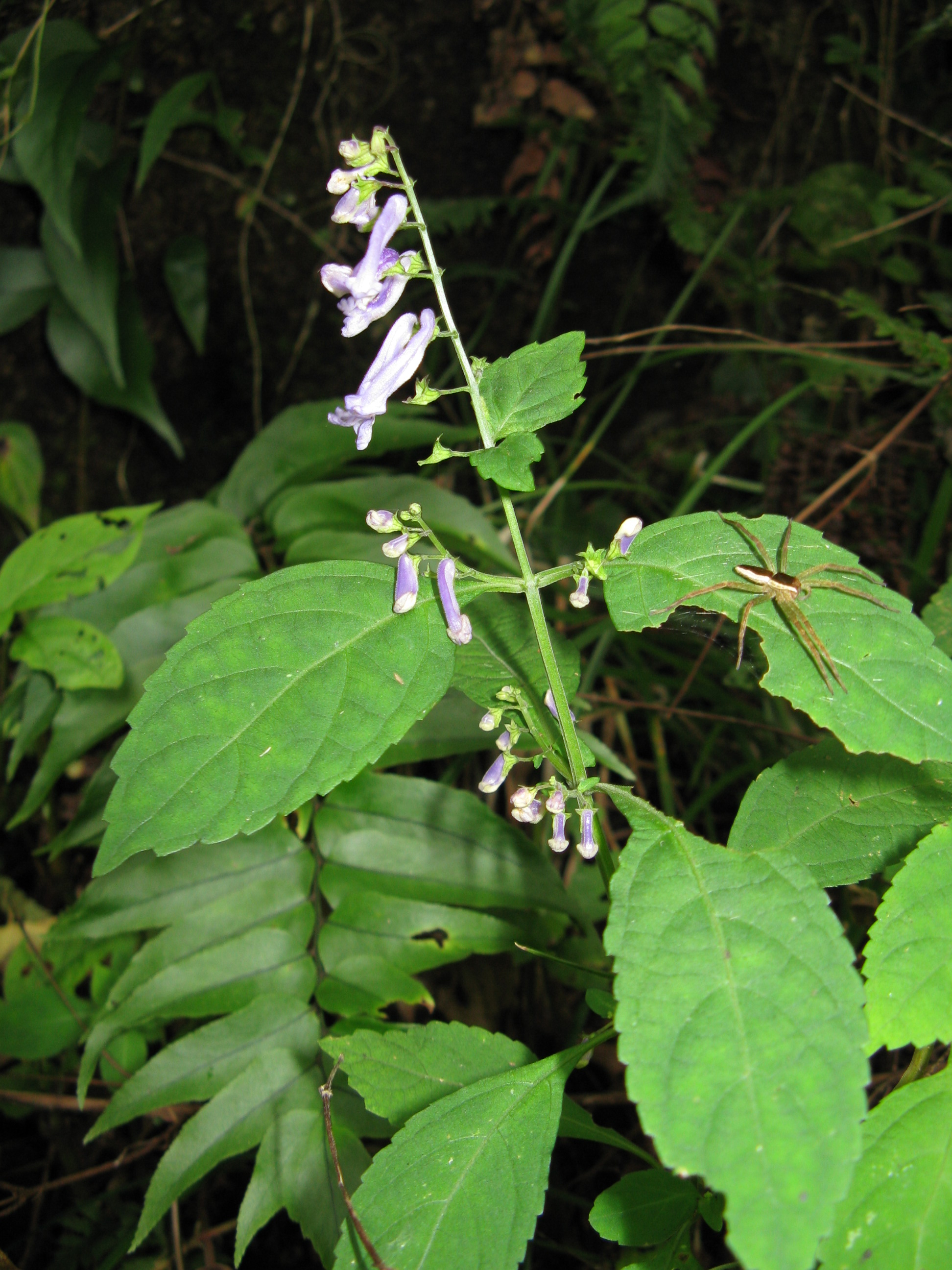
Tribus Ocimeae: Isodon longitubus

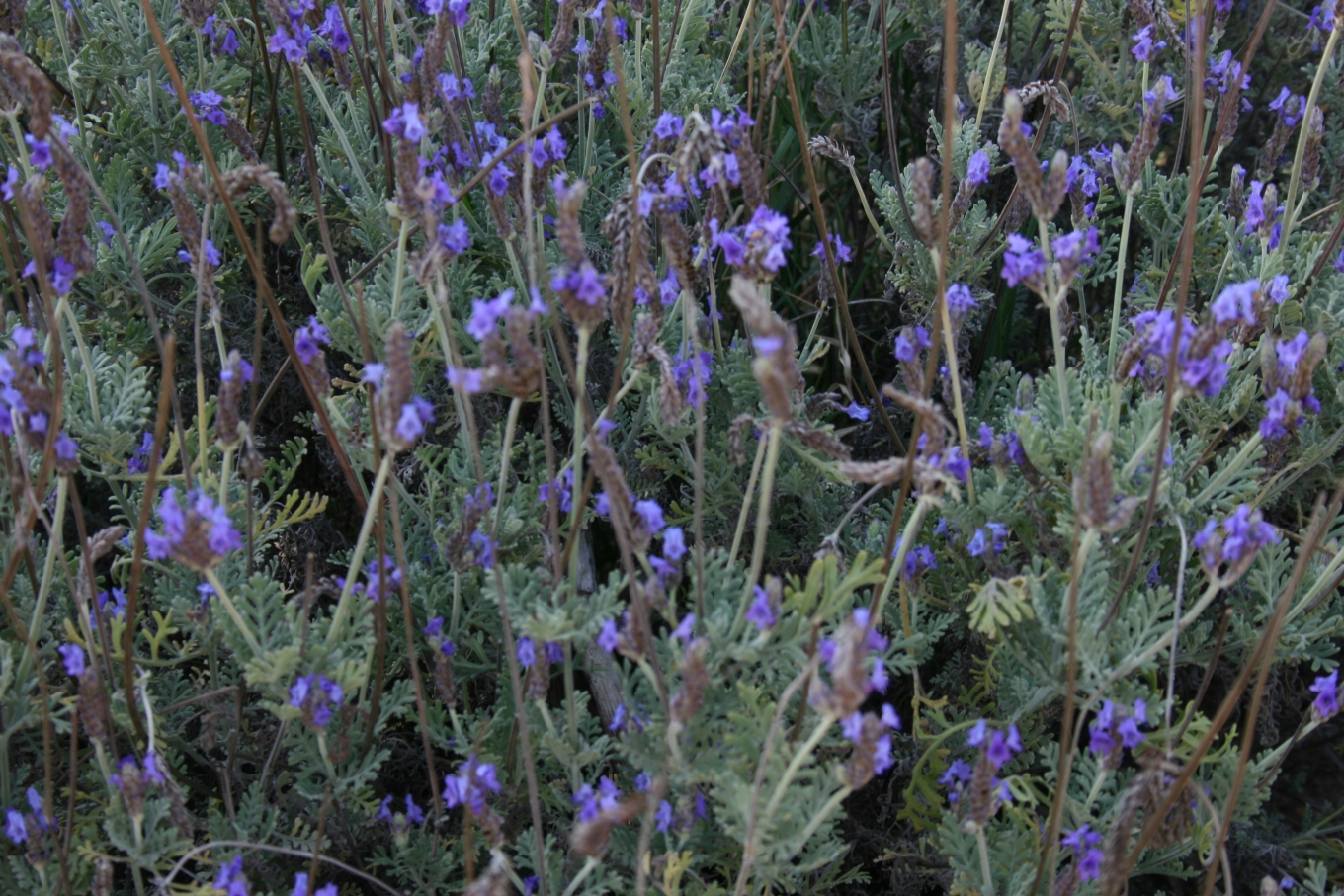
Tribus Ocimeae: Lavandula multifida

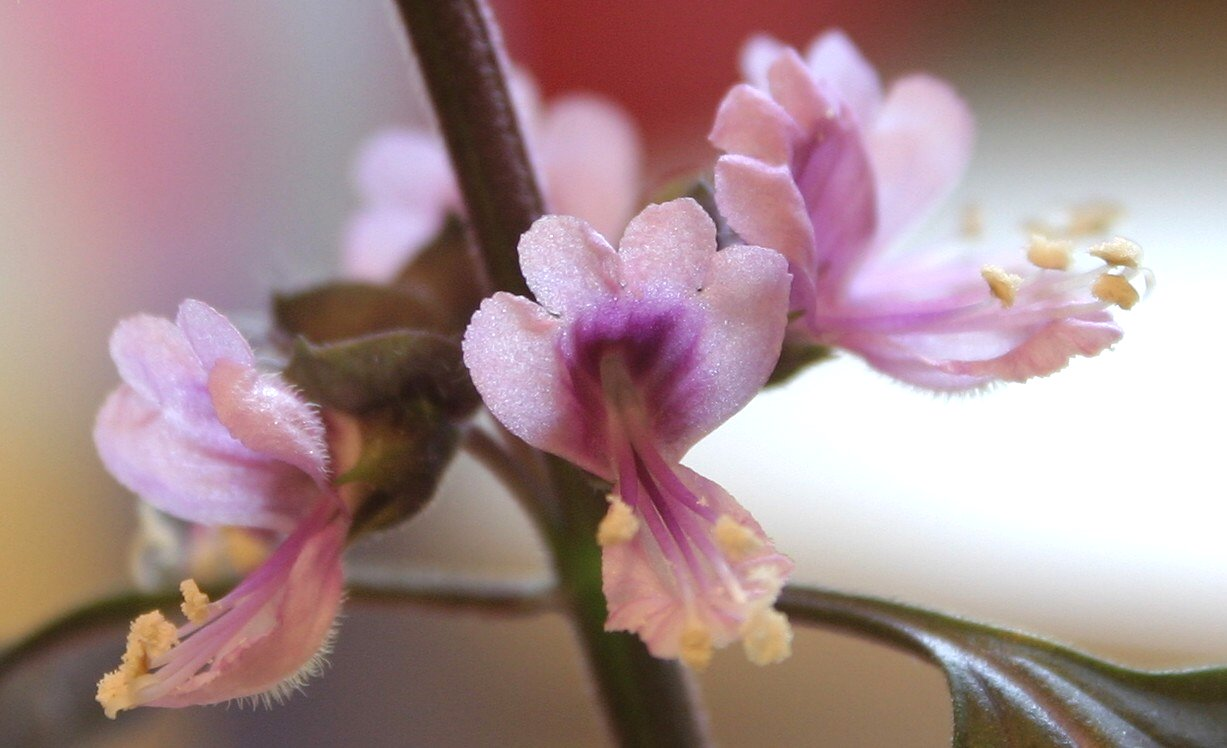
Tribus Ocimeae: Blüten des Basilikum (Ocimum basilicum)

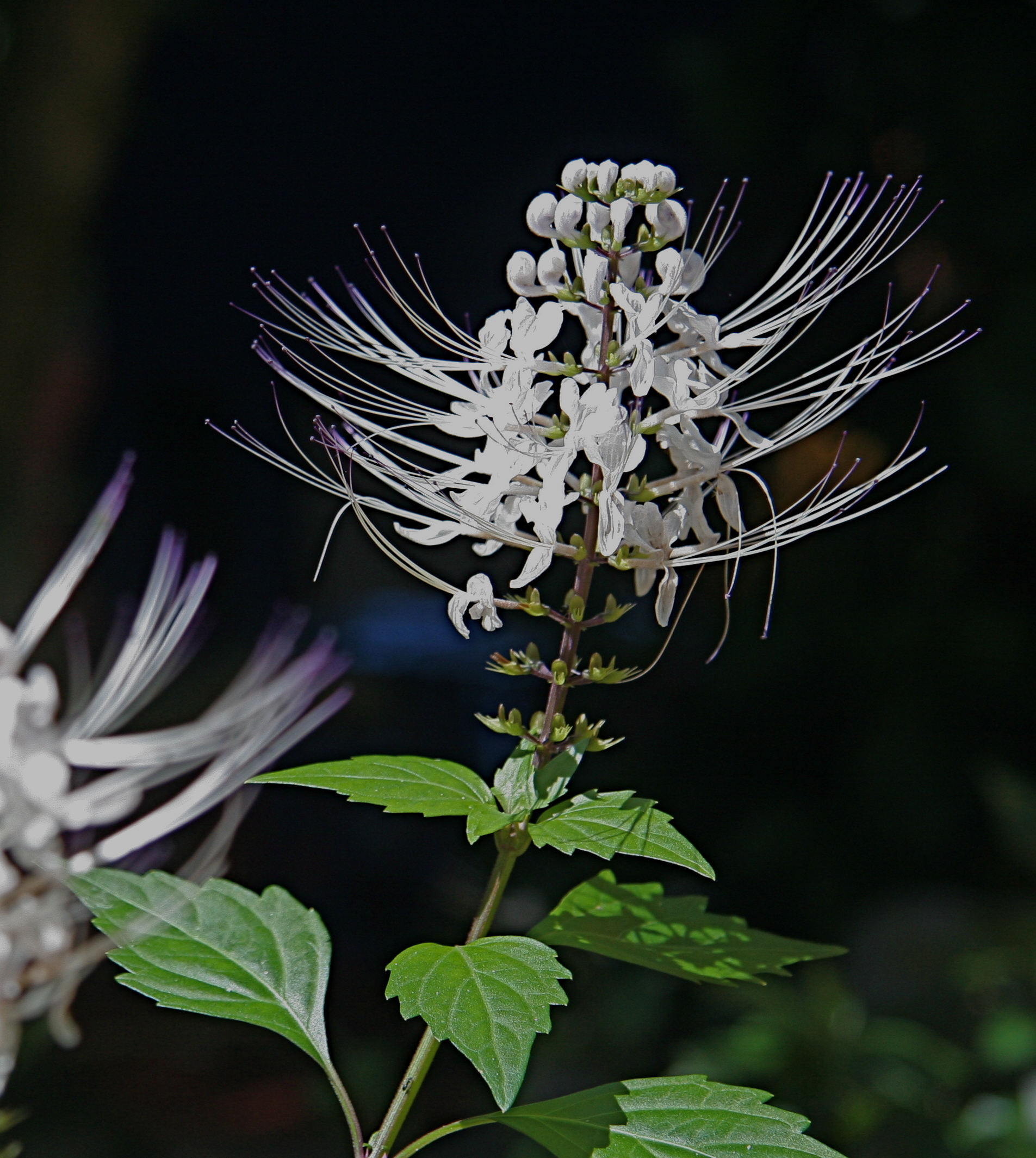
Tribus Ocimeae: Blütenstand von Orthosiphon aristatus

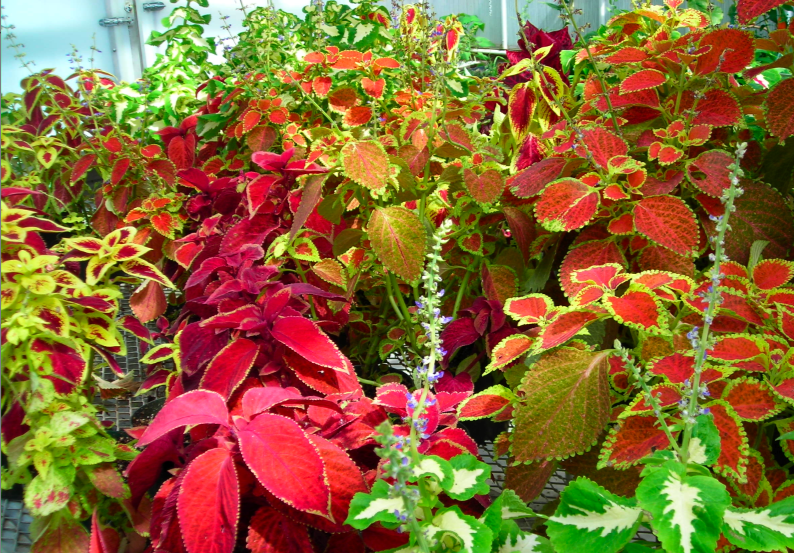
Tribus Ocimeae: Sorten der Buntnessel (Plectranthus scutellarioides)

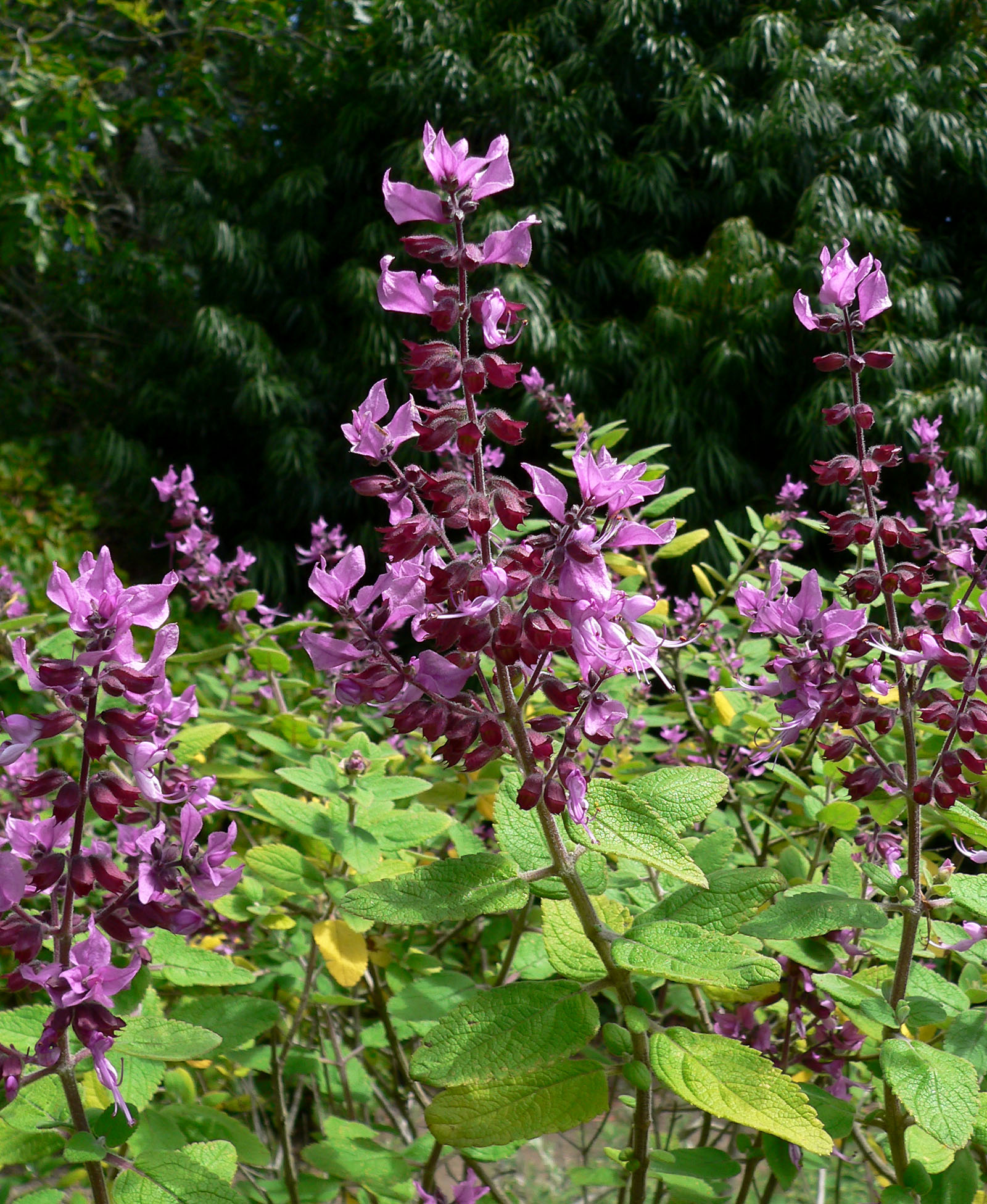
Tribus Ocimeae: Syncolostemon obermeyerae

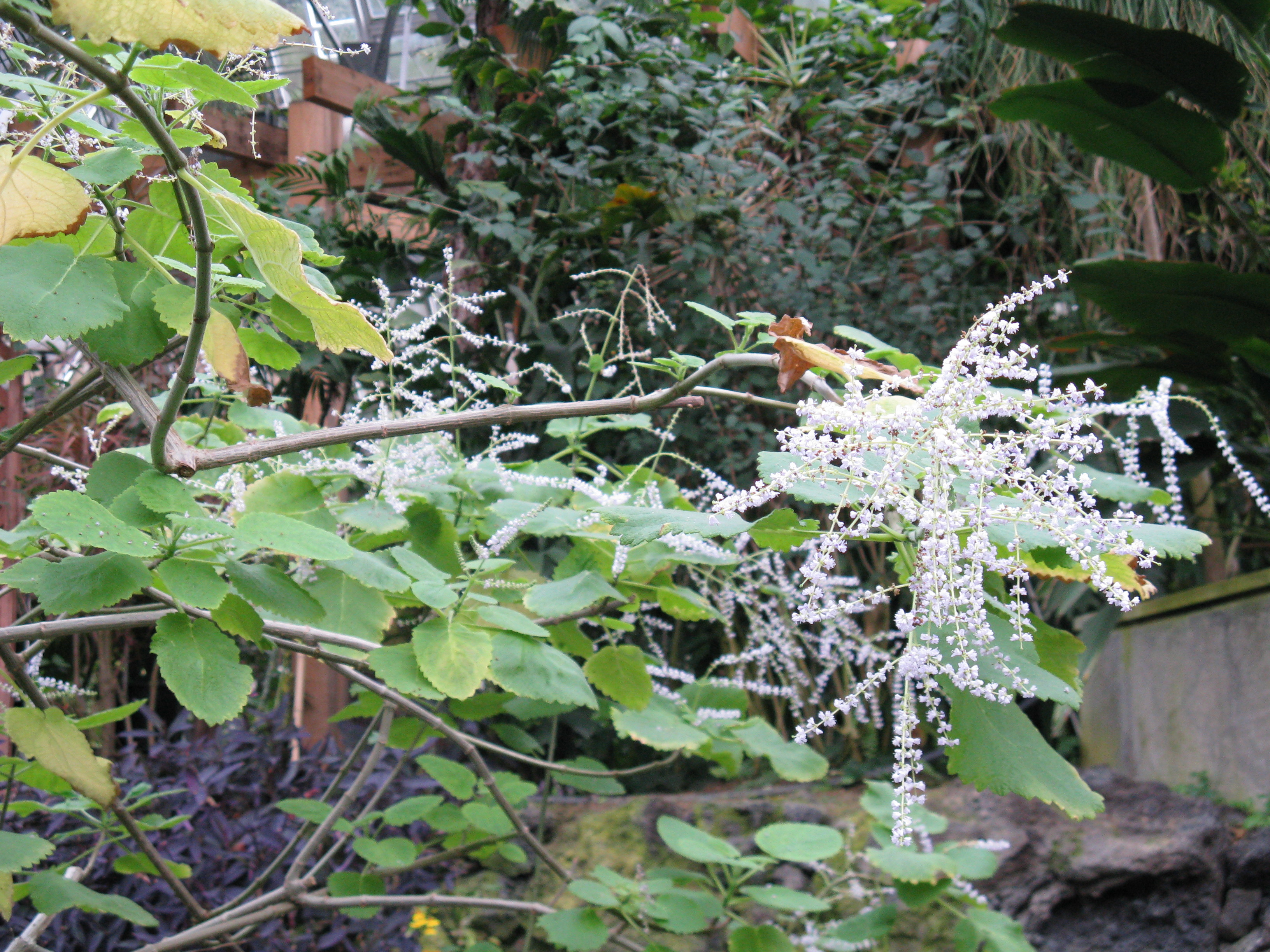
Tribus Ocimeae: Tetradenia riparia

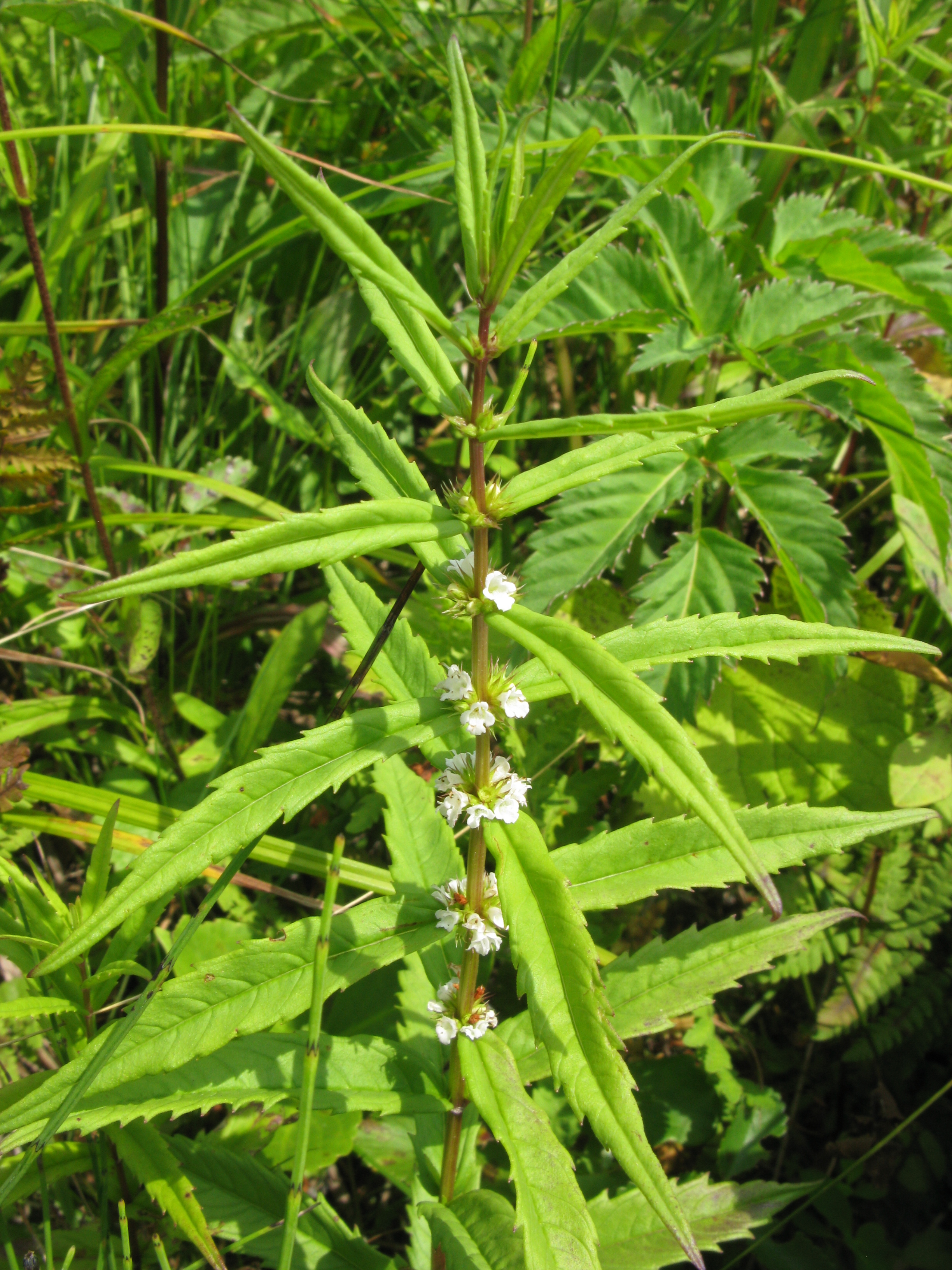
Tribus Mentheae, Subtribus Lycopinae: Lycopus maackianus

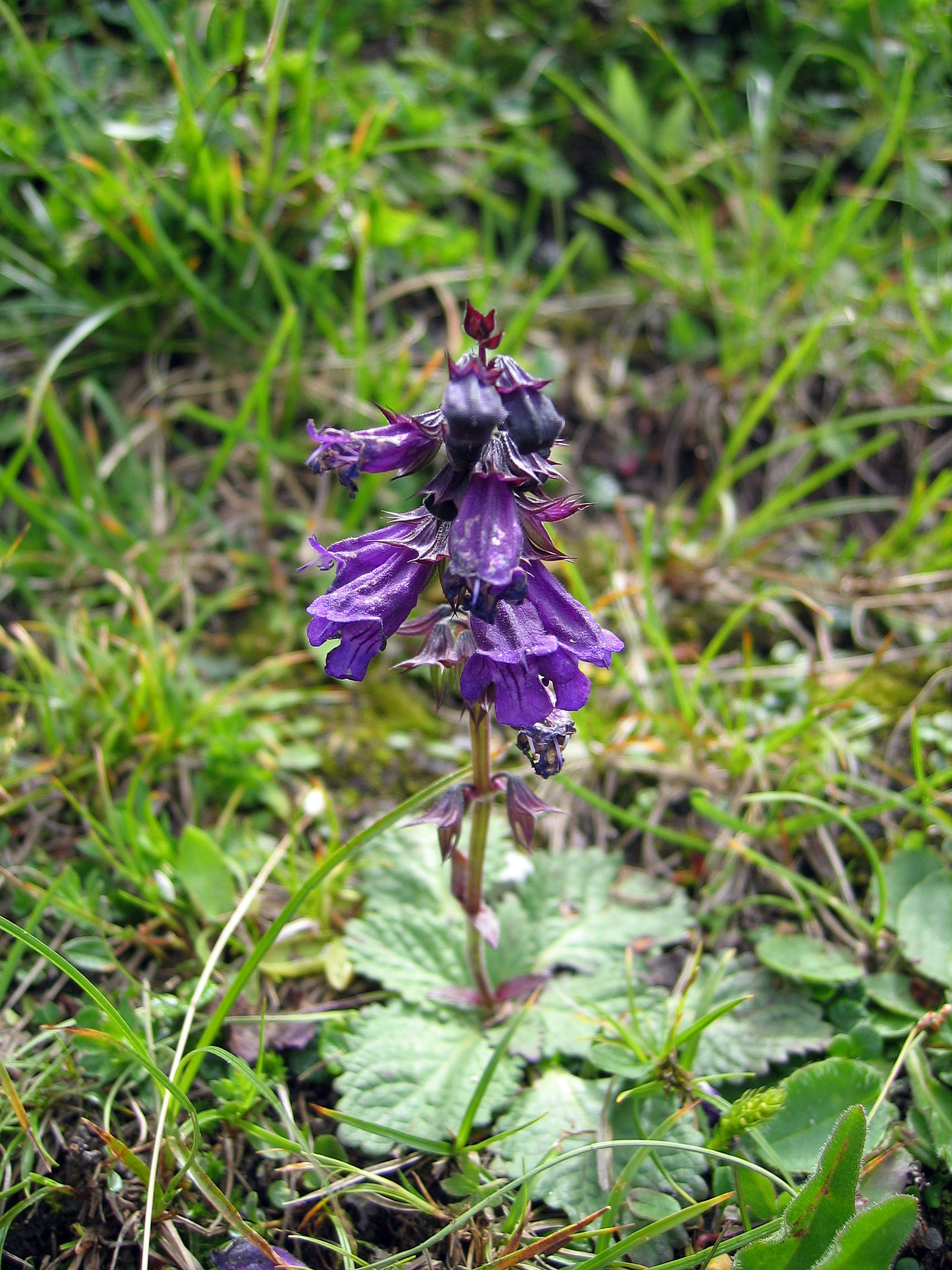
Tribus Mentheae, Subtribus Prunellinae: Drachenmaul (Horminum pyrenaicum)

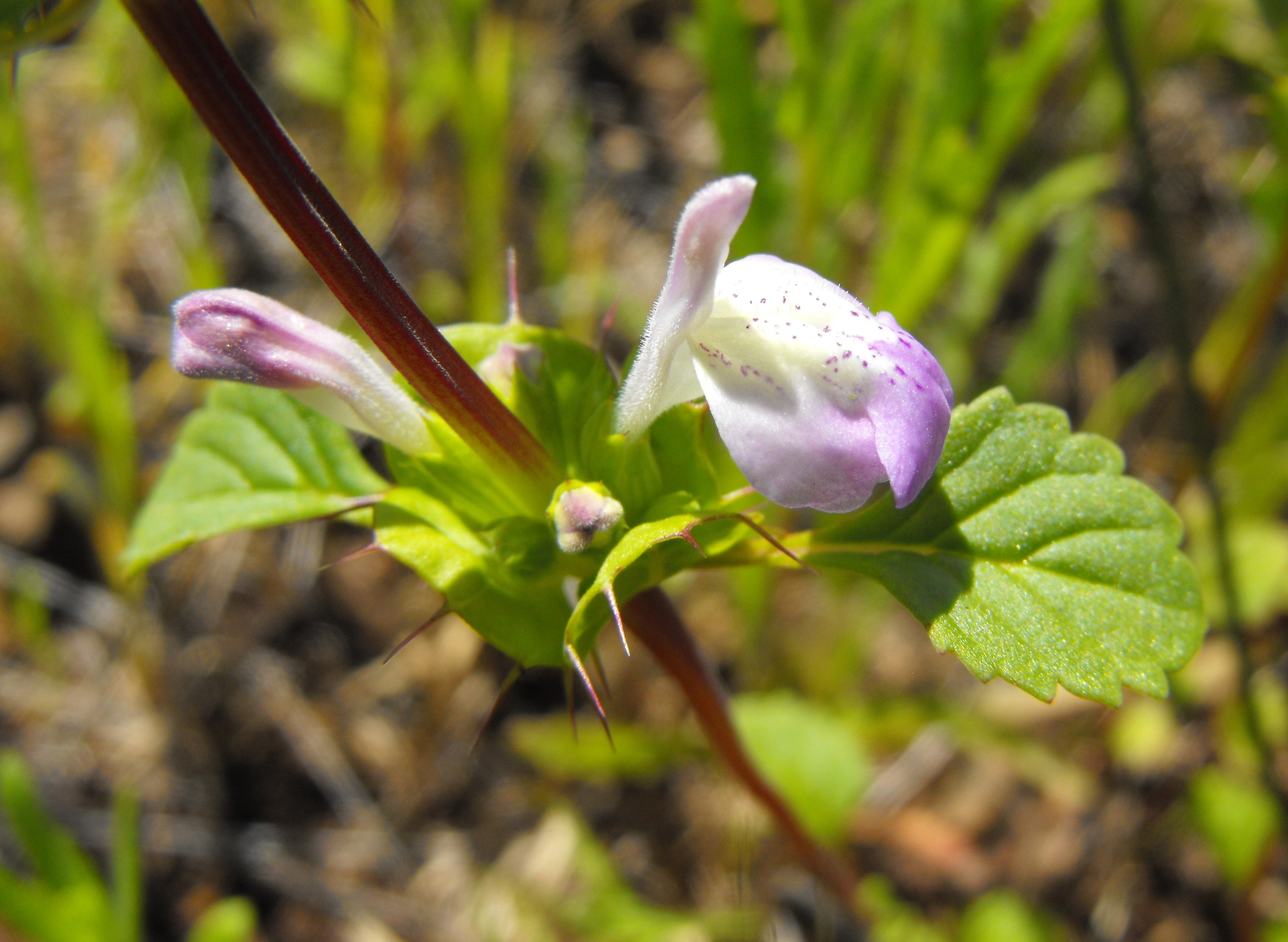
Tribus Mentheae, Subtribus Menthinae: Acanthomintha ilicifolia

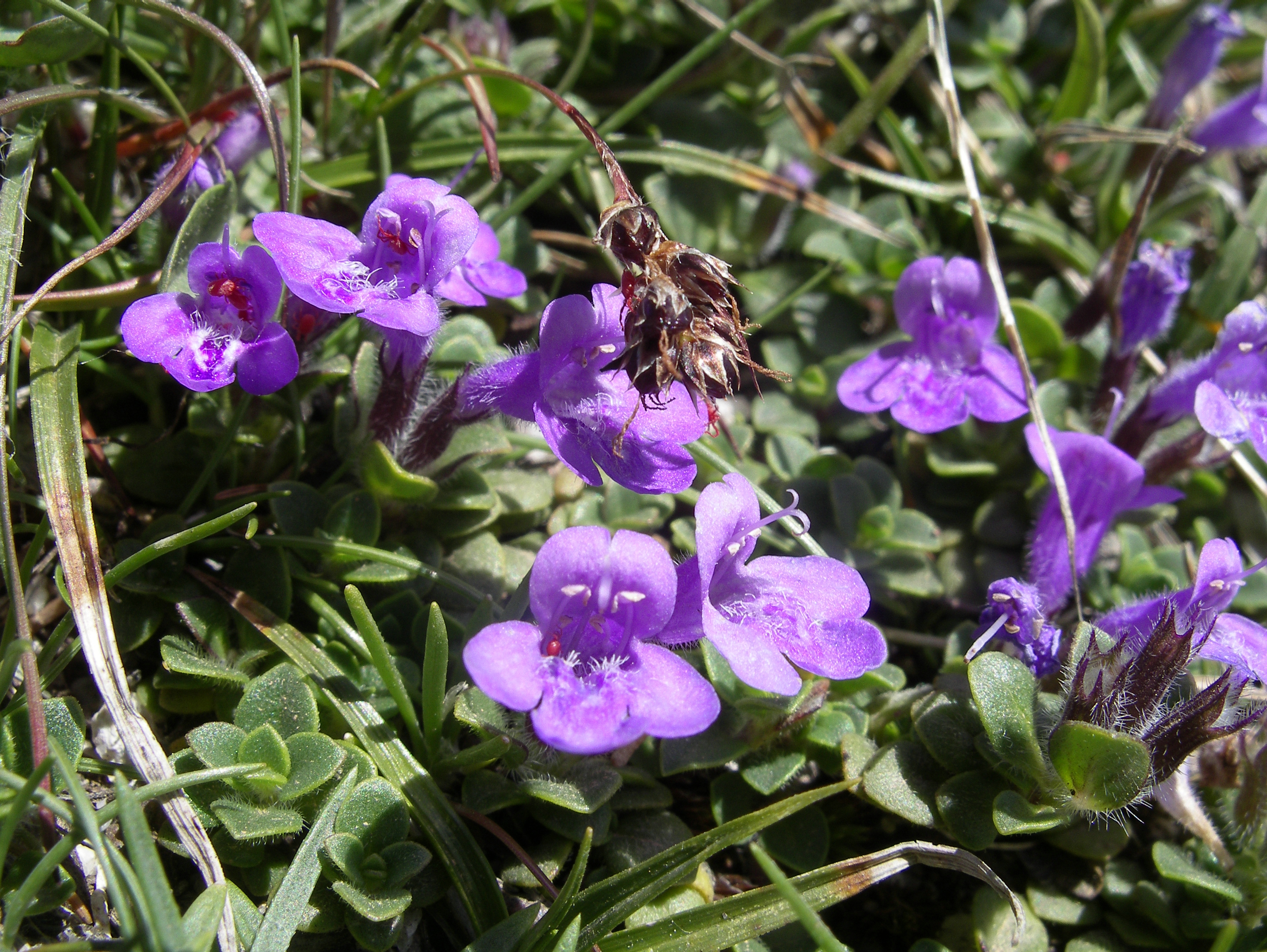
Tribus Mentheae, Subtribus Menthinae: Zymorphe Blüten von Acinos corsicus

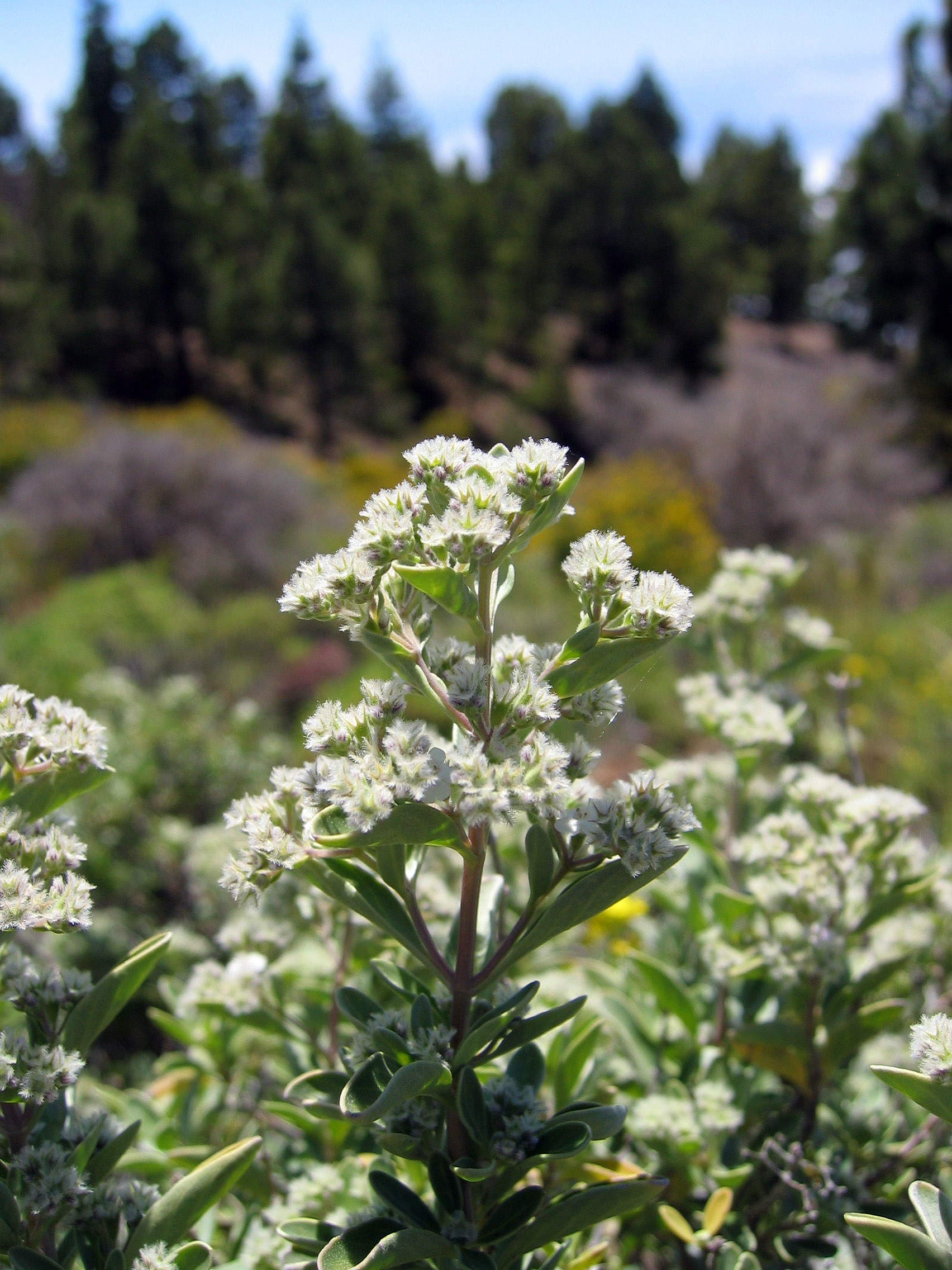
Tribus Mentheae, Subtribus Menthinae: Bystropogon origanifolius

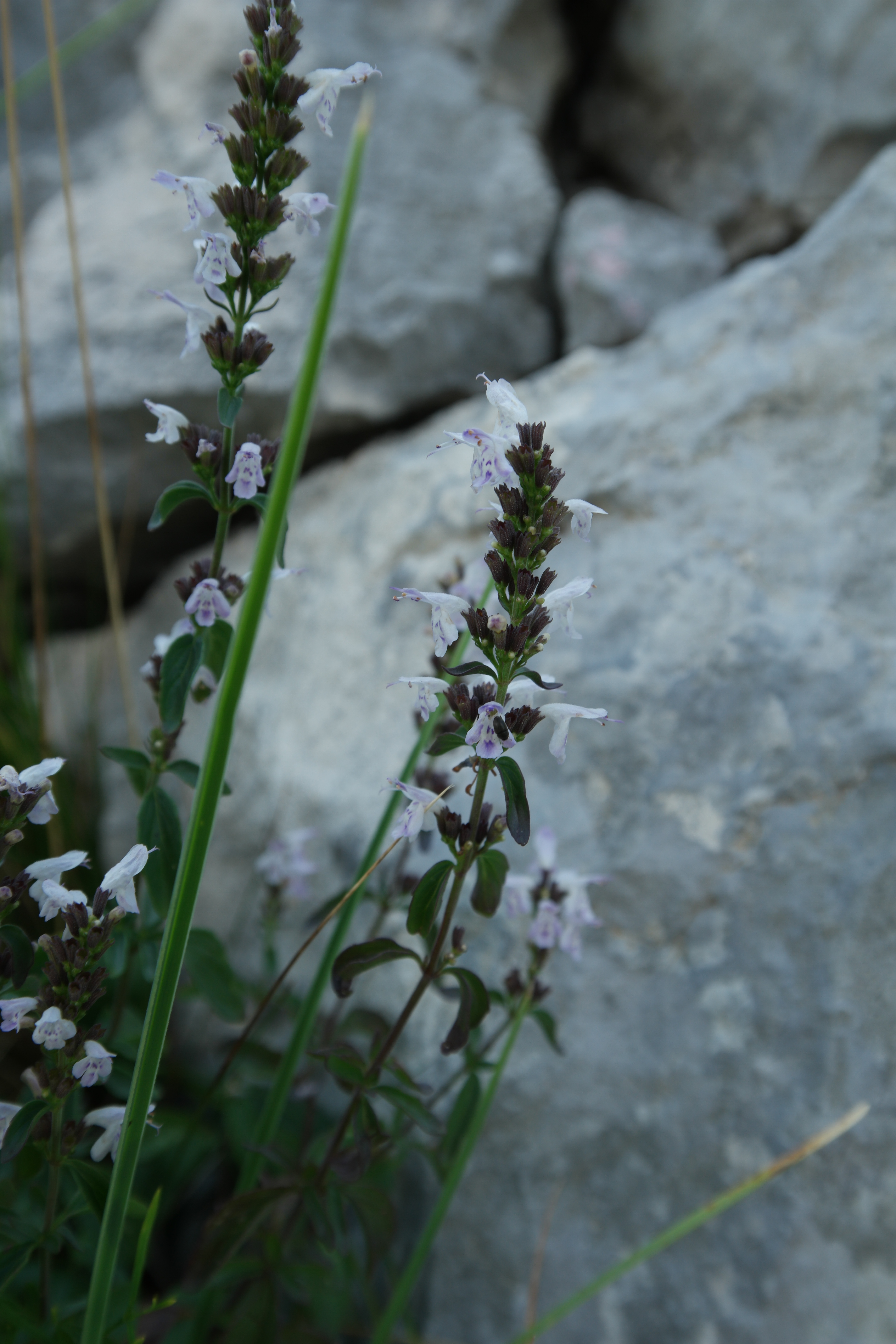
Tribus Mentheae, Subtribus Menthinae: Die Quendelblättrige Bergminze (Clinopodium thymifolium) ist durch den hohen Bestandteil ätherischer Öle eine besonders aromatische Art

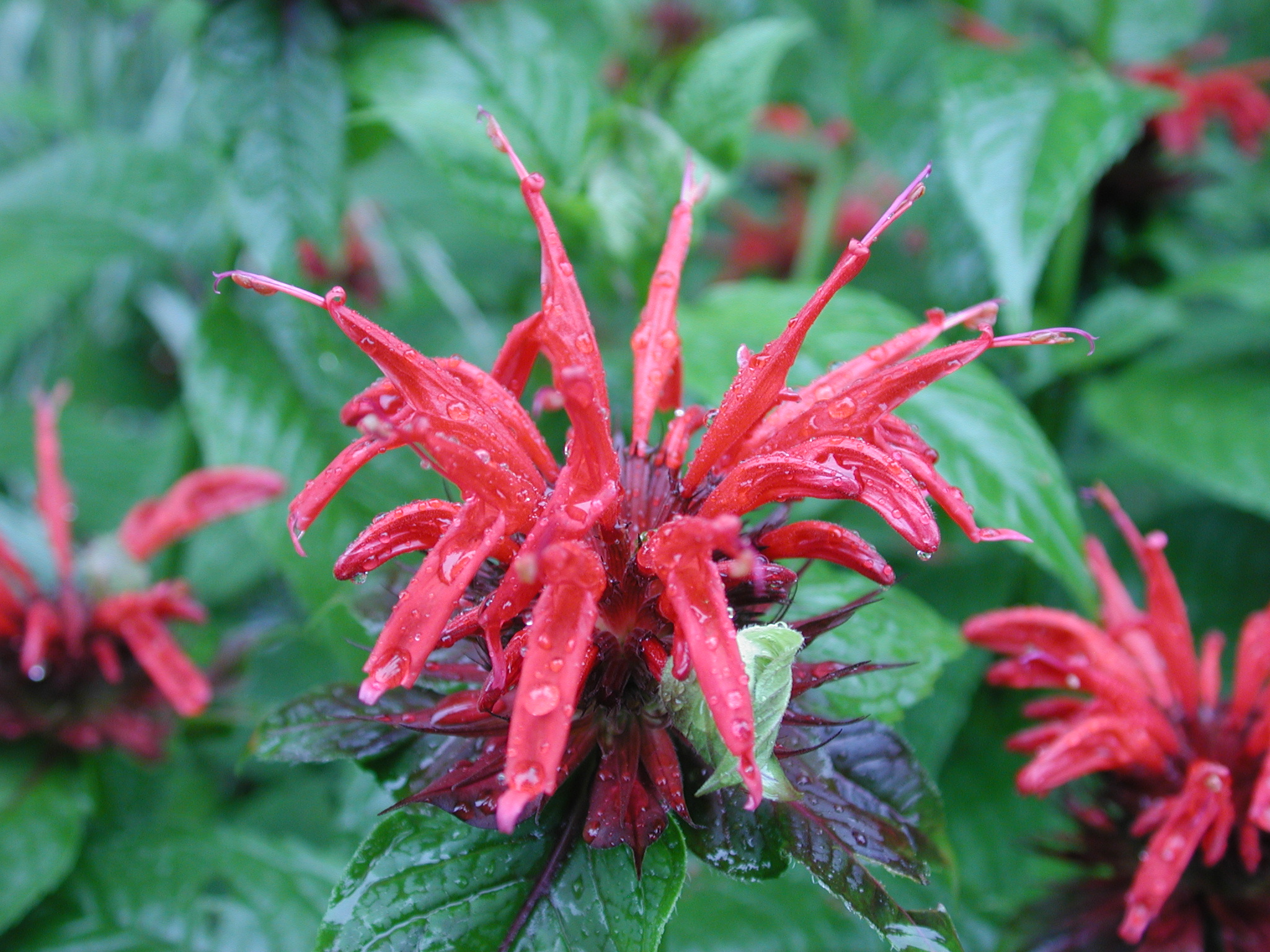
Tribus Mentheae, Subtribus Menthinae: Goldmelisse (Monarda didyma)

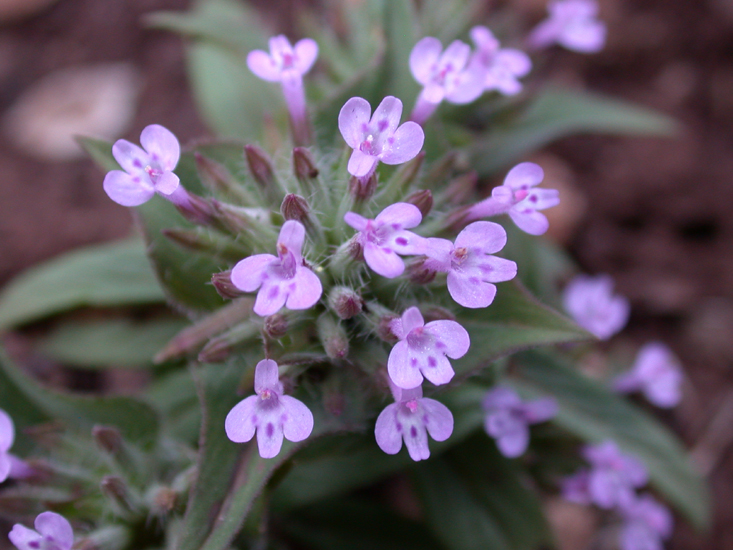
Tribus Mentheae, Subtribus Menthinae: Ziziphora capitata

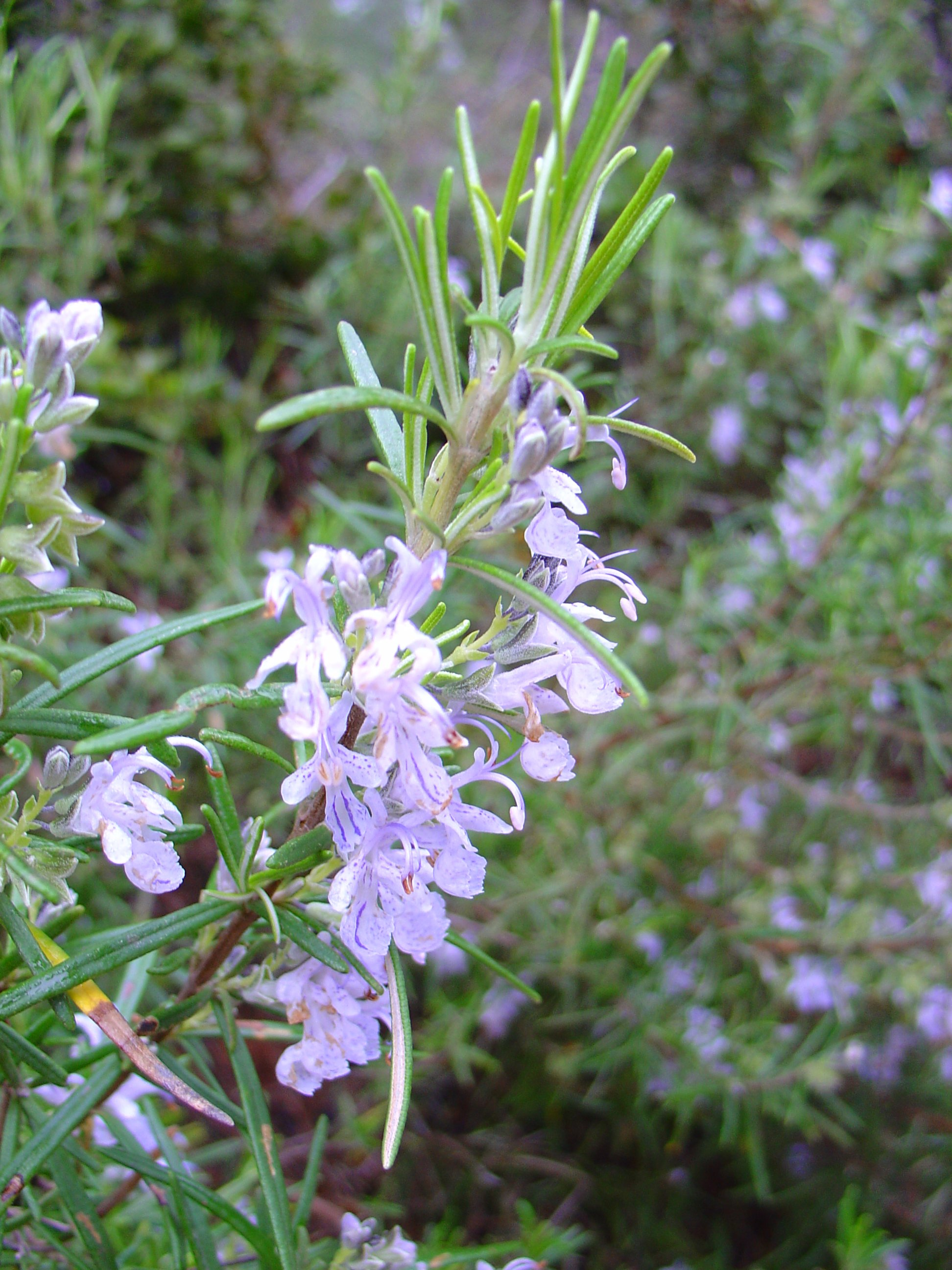
Tribus Mentheae, Subtribus Salviinae: Rosmarin (Rosmarinus officinalis)

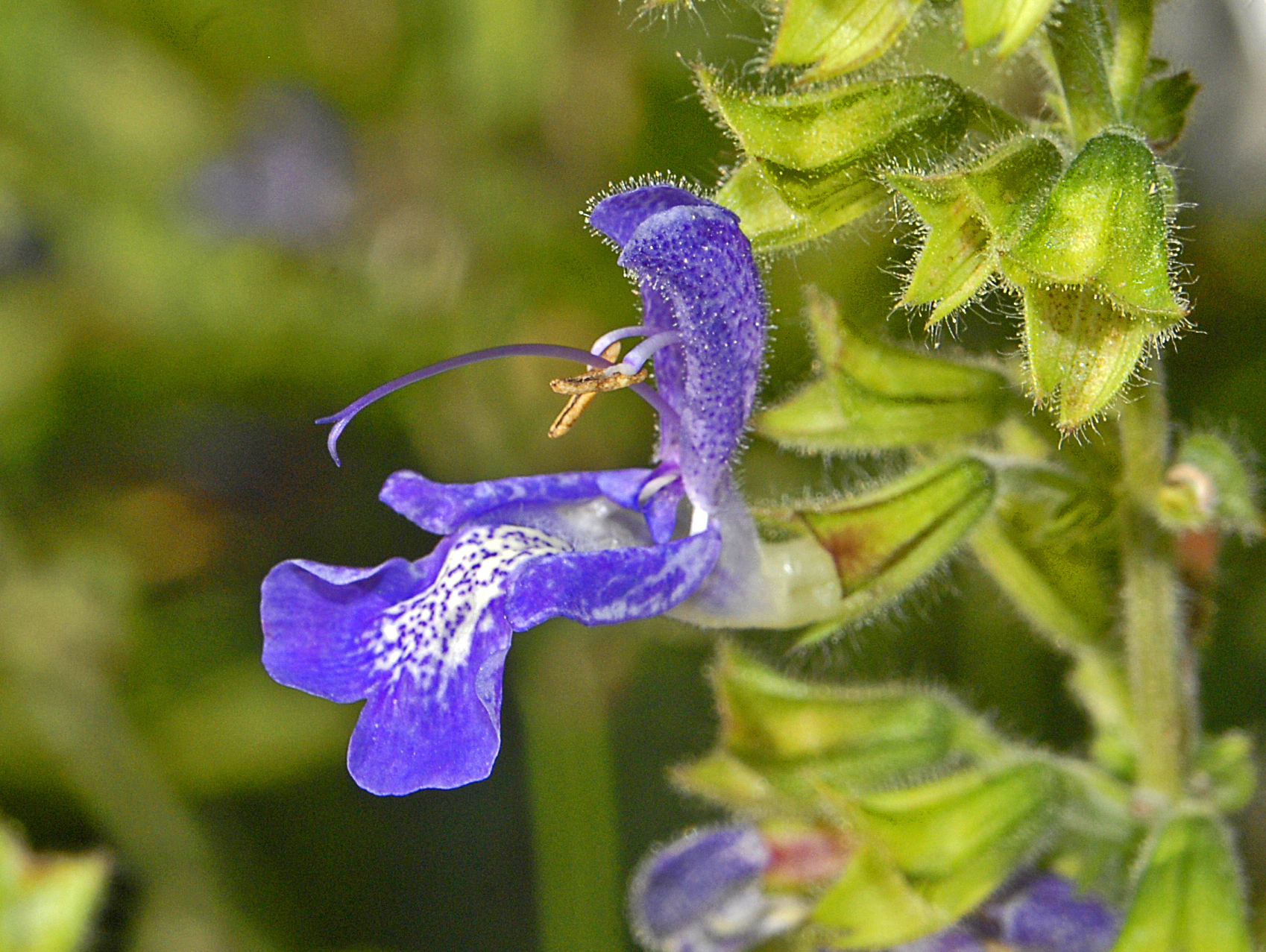
Tribus Mentheae, Subtribus Salviinae: Zygomorphe Blüte von Salvia transsylvanica

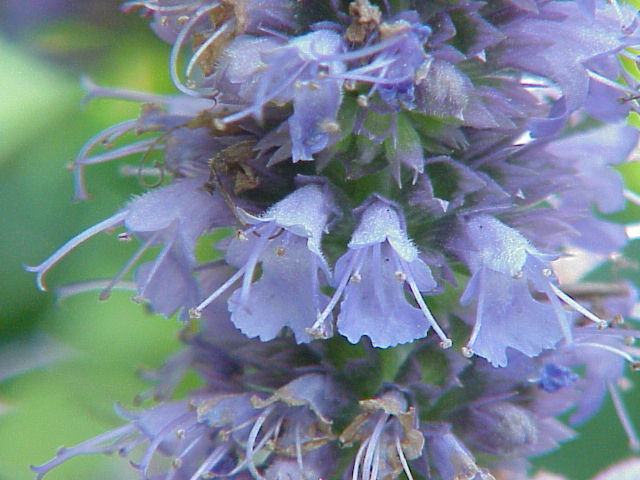
Tribus Mentheae, Subtribus Nepetinae: Ausschnitt aus einem Blütenstand von Agastache anisata mit zygomorphen Blüten, deutlich zu erkennen ist der in zwei Narben endende Griffel

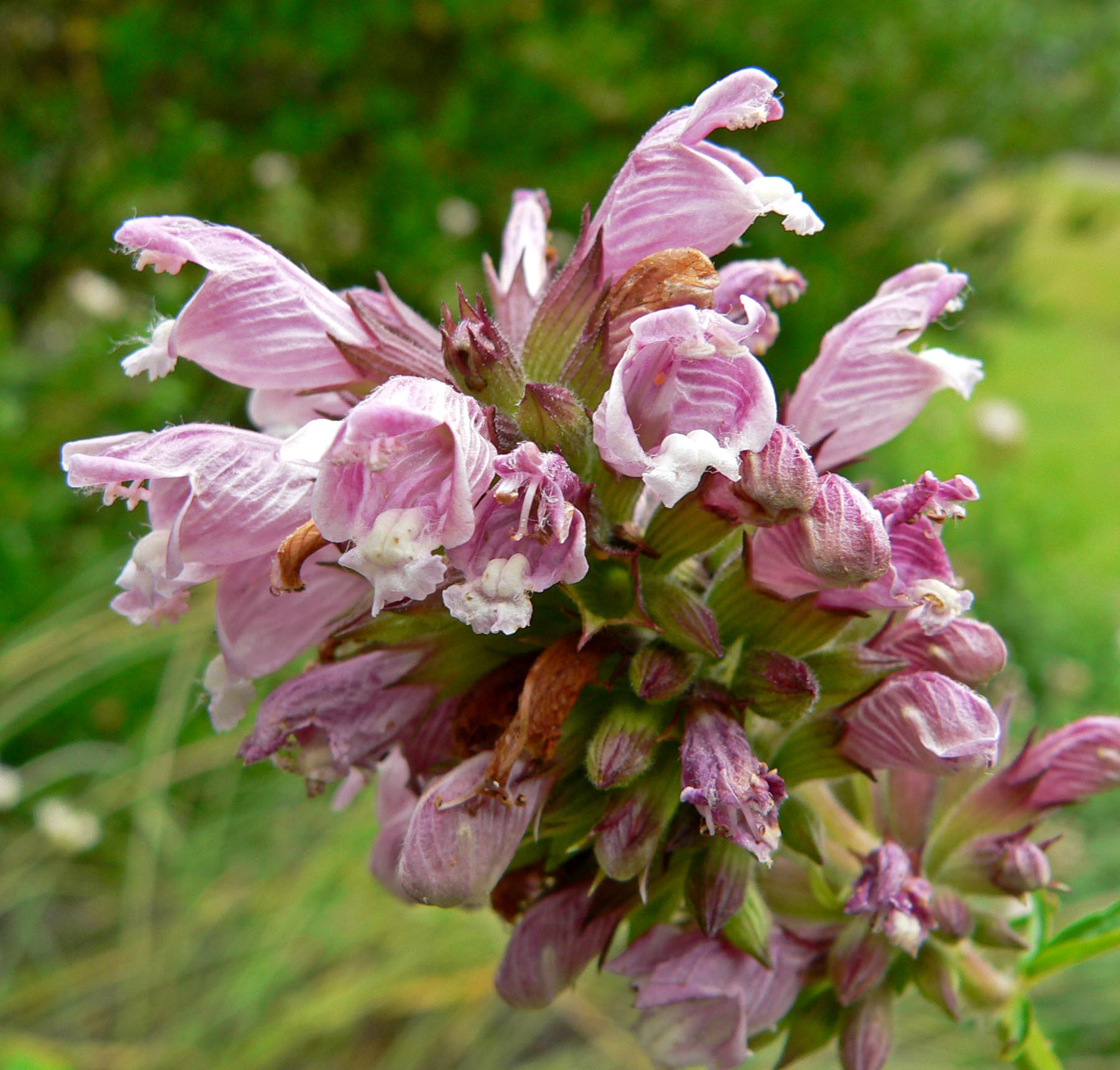
Tribus Mentheae, Subtribus Nepetinae: Balsamstrauch (Cedronella canariensis)

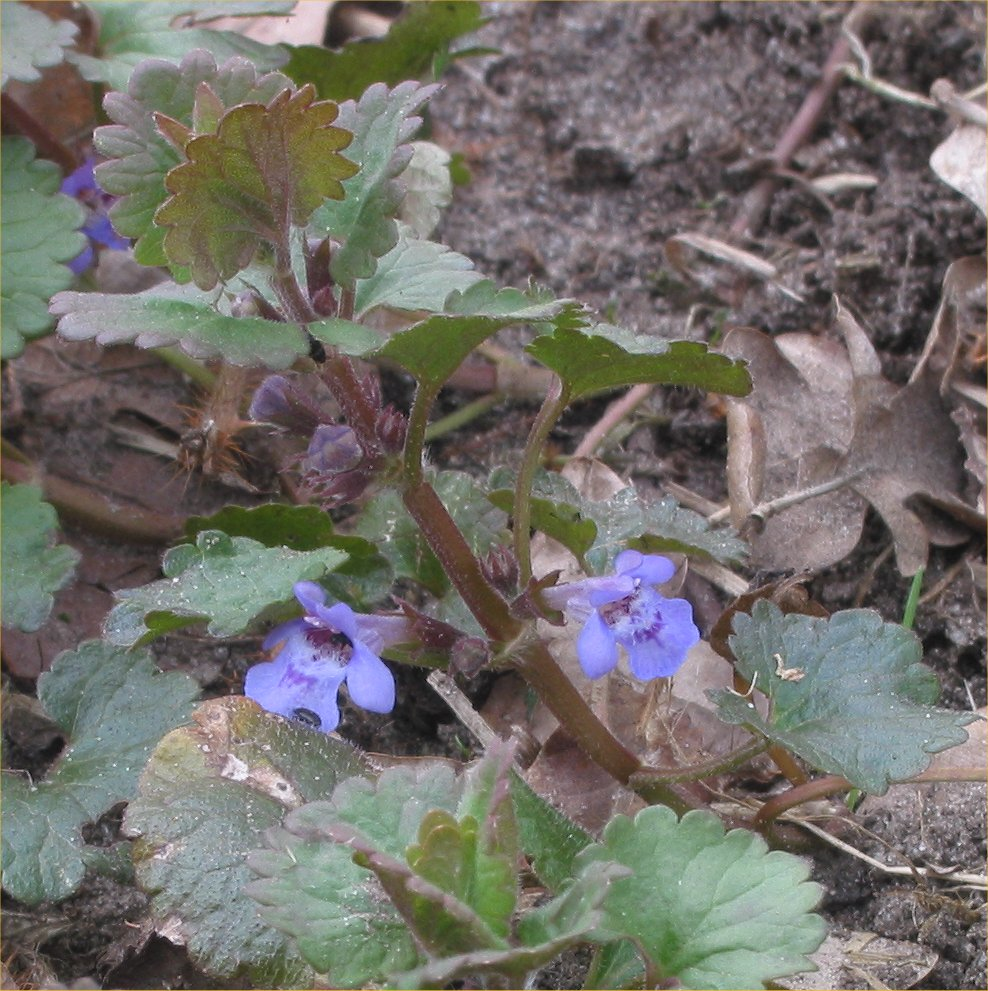
Tribus Mentheae, Subtribus Nepetinae: Gundermann (Glechoma hederacea)

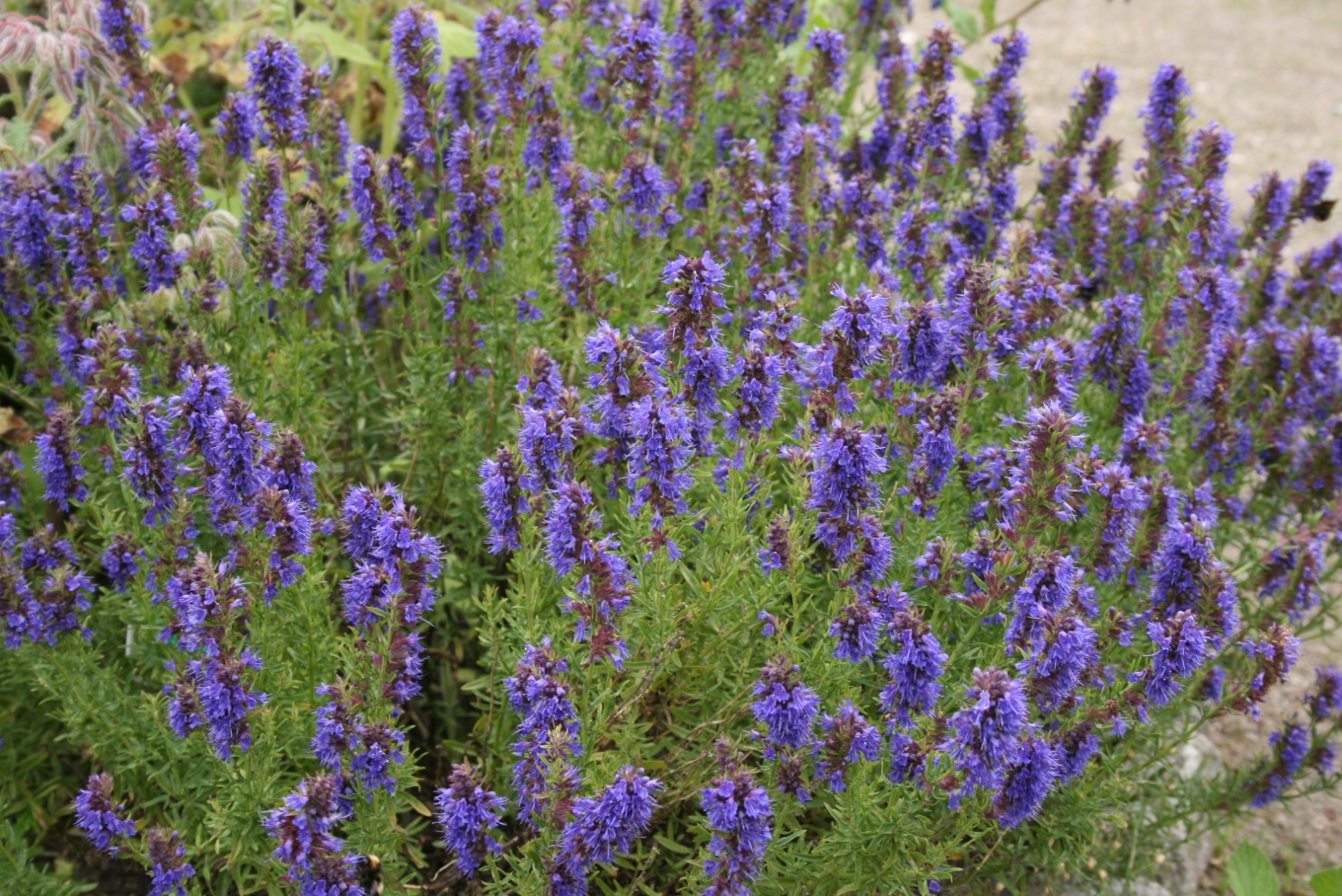
Tribus Mentheae, Subtribus Nepetinae: Ysop (Hyssopus officinalis)

Die Unterfamilie der Nepetoideae enthält etwa 105 (bis 130) Gattungen mit 3600 bis 3700 Arten. Alle bisher durchgeführten molekulargenetischen Untersuchungen bestätigten, dass die Unterfamilie Nepetoideae monophyletisch ist. Die artenreichste Gattung ist Salbei (Salvia) mit etwa 900 Arten.
Die Unterfamilie der Nepetoideae wurde nach Cantino et al. 1992 in die vier Tribus Elsholtzieae Burnett, Lavanduleae Caruel, Mentheae Dumort. und Ocimeae Dumort. gegliedert. Nach Harley & al. 2004 gibt es nur drei Tribus, denn nach deren Veröffentlichung werden die Lavanduleae in die Ocimeae eingegliedert:
Nicht in eine Tribus eingeordnet (incertae sedis)
- Ombrocharis Hand.-Mazz.: Sie enthält nur eine Art:
  - Ombrocharis dulcis Hand.-Mazz.: Sie gedeiht in subtropischen immergrünen Wäldern in Höhenlagen von etwa 1300 Metern nur in der chinesischen Provinz Hunan.[3]

Tribus Elsholtzieae BurnettSie enthält fünf oder sechs Gattungen:
- Pferdemelissen (Collinsonia L., Syn.: Hypogon Raf., Diallosteira Raf., Pleuradenia Raf., Micheliella Briq.): Die vier Arten[4] sind vom östlichen Kanada über die nördlich-zentralen und östlichen USA verbreitet. Manchmal sind die asiatischen Arten der Gattung Keiskea Miq. enthalten.[5]
- Kammminzen (Elsholtzia Willd., Syn.: Aphanochilus Benth., Cyclostegia Benth., Paulseniella Briq., Platyelasma Kitag.)[5] Das Verbreitungsgebiet der etwa 40 Arten erstreckt sich von Sibirien über Zentralasien, China, die Mongolei und Ostasien sowie vom indischen Subkontinent über die Himalaya-Region und die Südostasiatische Halbinsel bis nach Malesien.
- Keiskea Miq. (manchmal in der Gattung Collinsonia): Die etwa sechs Arten sind von China bis Japan verbreitet.[6]
- Mosla (Benth.) Buch.-Ham. ex Maxim. (Syn.: Orthodon Benth. nom. illeg.): Die etwa 14 Arten sind vom Kaukasusraum über den Himalaja bis zu den Kurilen sowie nördlichen Sumatera verbreitet.[5]
- Perilla L. (Syn.: Dentidia Lour.): Sie enthält nur eine Art:[5]
  - Perilla frutescens (L.) Britton: Sie ist mit drei Varietäten vom Indischen Subkontinent über Primorye sowie Korea bis Japan verbreitet.[5]
- Perillula Maxim.: Sie enthält nur eine Art:[5]
  - Perillula reptans Maxim.: Sie kommt in Japan vor.

Tribus Ocimeae Dumort.Sie enthält etwa 44 Gattungen. Die größte Gattung Hyptis s. l. war polyphyletisch und wurde 2012 viele kleinere Gattungen gegliedert, die alle zur Subtribus Hyptidinae Endl. (bis zu 19 Gattungen) gehören.: Es gibt beispielsweise auch die Subtribus Ociminae J.A.Schmidt.
- Aeollanthus Mart. ex Spreng. (Syn.: Aeolanthus Mart. orth. var., Bovonia Chiov., Icomum Hua, Oxyotis Welw. ex Baker): Die etwa 44 Arten sind vom tropischen bis ins südliche Afrika verbreitet.[5]
- Alvesia Welw. (Syn.: Plectranthastrum T.C.E.Fr.): Die etwa drei Arten sind im tropischen Zentral- und Ostafrika verbreitet.[5]
- Anisochilus Wall. ex Benth. (Syn.: Stiptanthus Briq.): Die etwa 17 Arten sind vom tropischen Asien bis China verbreitet.[5]
- Asterohyptis Epling: Die nur vier Arten sind Mexiko bis Zentralamerika und auf karibischen Inseln verbreitet.[5] (gehört zur Subtribus Hyptidinae)
- Basilicum Moench (Syn.: Lehmannia Jacq. ex Jacq. f., Lumnitzera Jacq. ex Spreng. nom. illeg., Moschosma Rchb., Perxo Raf.): Sie enthält nur eine Art:[5]
  - Basilicum polystachyon (L.) Moench: Sie ist vom tropischen bis südlichen Afrika, auf Inseln des westlichen Indischen Ozeans, den Tropen und Subtropen Asiens bis in das nördliche Australien verbreitet.[5]
- Benguellia G.Taylor: Sie enthält nur eine Art:[5]
  - Benguellia lanceolata (Gürke) G.Taylor: Sie kommt in Angola vor.[5]
- Cantinoa Harley & J.F.B.Pastore (vor 2012 in Hyptis Jacq. und gehört zur Subtribus Hyptidinae): Die etwa 26 Arten sind in der Neotropis verbreitet.[5]
- Capitanopsis S.Moore: Die nur drei Arten sind in Madagaskar verbreitet.[5]
- Catoferia (Benth.) Benth. (Syn.: Catopheria Benth. orth. var.)
- Condea Adans. (vor 2012 in Hyptis Jacq. und gehört zur Subtribus Hyptidinae): Die etwa 27 Arten sind in der Neotropis verbreitet.[5]
- Cyanocephalus (Pohl ex Benth.) Harley & J.F.B.Pastore (vor 2012 in Hyptis Jacq. und gehört zur Subtribus Hyptidinae): Die etwa 25 Arten sind in Kuba und von Brasilien bis Paraguay verbreitet.[5]
- Dauphinea Hedge: Sie enthält nur eine Art:[5]
  - Dauphinea brevilabra Hedge: Sie kommt im südöstlichen Madagaskar vor.[5]
- Endostemon N.E.Br. (Syn.: Pseudocimum Bremek., Puntia Hedge): Die etwa 20 Arten sind vom tropischen bis ins südliche Afrika und in Indien verbreitet.[5]
- Eplingiella Harley & J.F.B.Pastore (vor 2012 in Hyptis Jacq. und gehört zur Subtribus Hyptidinae): Die nur zwei Arten sind im östlichen Brasilien verbreitet.[5]
- Eriope Humb. & Bonpl. ex Benth.: Das weite Verbreitungsgebiet der etwa 30 Arten erstreckt sich im tropischen Südamerika von Kolumbien über Venezuela, Französisch-Guyana, Brasilien und Bolivien bis Paraguay. (gehört zur Subtribus Hyptidinae)
- Eriopidion Harley (manchmal in Eriope Humb. & Bonpl. ex Benth.): (gehört zur Subtribus Hyptidinae): Sie enthält nur eine Art:[5]
  - Eriopidion strictum (Benth.) Harley: Sie ist im nordöstlichen Venezuela sowie nordöstlichen Brasilien verbreitet.[5]
- Fuerstia T.C.E.Fr.: Die etwa neun Arten sind im tropischen Afrika verbreitet.[5]
- Gymneia (Benth.) Harley & J.F.B.Pastore (vor 2012 in Hyptis Jacq. und gehört zur Subtribus Hyptidinae): Die etwa fünf Arten sind von Brasilien bis Bolivien verbreitet.[5]
- Hanceola Kudô (Syn.: Hancea Hemsl.): Die etwa acht Arten sind in China verbreitet, wobei einige Arten ein relativ begrenztes Verbreitungsgebiet besitzen.[5]
- Haumaniastrum P.A.Duvign. & Plancke (manchmal in Acrocephalus Benth.): Die etwa 35 Arten sind vom tropischen bis ins südliche Afrika und in Madagaskar verbreitet.[5]
- Hoslundia Vahl (Syn.: Haaslundia Schumach. & Thonn., Micranthes Bertol.): Sie enthält nur eine Art:[5]
  - Hoslundia opposita Vahl: Sie ist vom tropischen bis ins südliche Afrika und in Madagaskar verbreitet.[5]
- Hypenia (Mart. ex Benth.) Harley: Die etwa 25 Arten sind vom nördlichen Südamerika bis Brasilien verbreitet.[5]
- Hyptidendron Harley (Syn.: Siagonarrhen Mart. ex J.A.Schmidt): Die etwa 16 Arten sind im tropischen Südamerika verbreitet.[5]
- Hyptis Jacq. (Syn.: Hypothronia Schrank, Peltodon Pohl) (gehört zur Subtribus Hyptidinae): Die etwa 200 (früher bis zu 400) Arten sind hauptsächlich in der Neotropis verbreitet und wenige Arten kommen auch im tropischen westlichen bis westlichzentralen Afrika vor.[5]
- Isodon (Schrad. ex Benth.) Spach (Syn.: Amethystanthus Nakai, Dielsia Kudô nom. illeg., Homalocheilos J.K.Morton, Rabdosia (Blume) Hassk., Skapanthus C.Y.Wu & H.W.Li): Die etwa 104 Arten sind in der Paläotropis verbreitet.[5]
- Lavendel (Lavandula L., Syn.: Fabricia Adans., Styphonia Medik., Chaetostachys Benth., Sabaudia Buscal. & Muschl., Isinia Rech. f., Stoechas Mill.): Die etwa 36 Arten sind von Makaronesien über den Mittelmeerraum und in Indien verbreitet.[5]
- Leptohyptis Harley & J.F.B.Pastore (vor 2012 in Hyptis Jacq. und gehört zur Subtribus Hyptidinae): Die etwa fünf Arten sind im östlichen Brasilien verbreitet.[5]
- Marsypianthes Mart. ex Benth. (gehört zur Subtribus Hyptidinae): Die etwa fünf Arten sind in der Neotropis verbreitet.[5]
- Martianthus Harley & J.F.B.Pastore (vor 2012 in Hyptis Jacq. und gehört zur Subtribus Hyptidinae): Die etwa vier Arten sind vom nordöstlichen Brasilien bis Peru verbreitet.[5]
- Medusantha Harley & J.F.B.Pastore (vor 2012 in Hyptis Jacq. und gehört zur Subtribus Hyptidinae): Die etwa acht Arten sind in Brasilien verbreitet.[5]
- Mesosphaerum P.Browne (vor 2012 in Hyptis Jacq. und gehört zur Subtribus Hyptidinae, Syn.: Brotera Spreng. nom. illeg., Gnoteris Raf. nom. superfl., Schaueria Hassk. nom. illeg.): Die etwa 23 Arten sind in der Neotropis verbreitet.[5]
- Basilikum (Ocimum L., Syn.: Becium Lindl., Erythrochlamys Gürke, Hyperaspis Briq., Nautochilus Bremek.) Die etwa 60 Arten gedeihen in den Subtropen bis Tropen und sind hauptsächlich im gemäßigten Afrika sowie in Südamerika verbreitet.[5]
- Oocephalus (Benth.) Harley & J.F.B.Pastore (vor 2012 in Hyptis Jacq. und gehört zur Subtribus Hyptidinae): Die etwa 14 Arten sind von Brasilien bis Bolivien verbreitet.[5]
- Orthosiphon Benth. (Syn.: Clerodendranthus Kudô): Die 34 bis 40 Arten sind vom tropischen bis südlichen Afrika sowie im nordöstlichen Australien und in Kolumbien verbreitet.[5]
- Physominthe Harley & J.F.B.Pastore (vor 2012 in Hyptis Jacq. und gehört zur Subtribus Hyptidinae): Sie enthält nur eine Art:[5]
  - Physominthe vitifolia (Pohl ex Benth.) Harley & J.F.B.Pastore: Sie ist im westlichzentralen sowie östlichen Brasilien verbreitet.[5]
- Platostoma P.Beauv. (Syn.: Acrocephalus Benth., Ceratanthus F.Muell. ex G.Taylor, Geniosporum Wall. ex Benth., Hemsleia Kudô, Limniboza R.E.Fr., Mesona Blume, Nosema Prain, Octomeron Robyns)[5] Das weite Verbreitung reicht vom tropischen, subtropischen sowie südlichen Afrika und von China über die Südostasiatische Halbinsel, Malesien und Papua-Neuguinea bis nach Australien.[5]
  - Platostoma palustre (Blume) A.J.Paton
- Harfensträucher (Plectranthus L’Hér., Syn.: Ascocarydion G.Taylor, Briquetastrum Robyns & Lebrun, Burnatastrum Briq., Calchas P.V.Heath, Capitanya Gürke, Coleus Lour., Dielsia Kudô non Gilg, Englerastrum Briq., Germanea Lam., Holostylon Robyns & Lebrun, Isodictyophorus Briq., Leocus A.Chev., Majana Rumph. ex Kuntze, Mitsa Chapel. ex Benth., Neohyptis J.K.Morton, Neomuellera Briq., Perrierastrum Guillaumin, Psythirhisma Herb. ex Lindl. nom. illeg., Rabdosiella Codd, Saccostoma Wall. ex Voigt, Solenostemon Thonn., Symphostemon Hiern): Die etwa 325 Arten sind in der Paläotropis verbreitet.[11][12][5]
- Pycnostachys Hook. (Syn.: Echinostachys E.Mey.): Die etwa 36 Arten sind vom tropischen bis ins südliche Afrika und in Madagaskar verbreitet.[5]
- Rhaphiodon Schauer (Syn.: Raphiodon Benth. orth. var.): Sie enthält nur eine Art:[5]
  - Rhaphiodon echinus (Nees & Mart.) Schauer kommt im östlichen Brasilien vor.
- Siphocranion Kudô: Die nur zwei Arten sind vom östlichen Himalaja (eine Art) bis ins südliche China (beide Arten) verbreitet.[5]
- Syncolostemon E.Mey. (Syn.: Hemizygia (Benth.) Briq., Bouetia A.Chev.): Die etwa 44 Arten sind vom trockenen tropischen bis ins südliche Afrika, in Madagaskar und Indien verbreitet.[5]
- Tetradenia Benth. (Syn.: Iboza N.E.Br.): Die etwa 20 Arten sind in Afrika von Eritrea bis ins südliche Afrika und in Madagaskar verbreitet.[5]
- Thorncroftia N.E.Br.: Die fünf bis sechs Arten kommen in den südafrikanischen Provinzen Limpopo, Mpumalanga sowie KwaZulu-Natal und zwei davon auch in Eswatini vor.[5]

Tribus Mentheae Dumort.Sie enthält etwa 66 Gattungen mit 2075 bis 2300 Arten. Sie ist seit 2008 in drei Subtribus gegliedert: Salviinae Endl. mit etwa acht Gattungen, Nepetinae Coss. & Germ. mit 12 oder 17 Gattungen und Menthinae Endl. sowie seit 2012 mit zwei neuen Subtribus Lycopinae B.T.Drew & Sytsma mit nur einer Gattung und Prunellinae (Dumort.) B.T.Drew & Sytsma mit drei Gattungen:
- Subtribus Lycopinae B.T.Drew & Sytsma: Sie enthält nur eine Gattung:[17]
  - Wolfstrapp (Lycopus L., früher in der Subtribus Nepetinae[14]): Sie ist mit etwa 16 Arten nahezu weltweit, vorwiegend in Eurasien und Nordamerika, verbreitet.

- Subtribus Prunellinae (Dumort.) B.T.Drew & Sytsma: Sie enthält etwa drei Gattungen:[17]
  - Cleonia L. (früher in der Subtribus Nepetinae[14]): Sie enthält nur eine Art:
    - Cleonia lusitanica L.: Sie ist auf der Iberischen Halbinsel und im nordwestlichen Afrika verbreitet.

  - Horminum L. (früher in der Subtribus Nepetinae[14]): Sie enthält nur eine Art:
    - Drachenmaul (Horminum pyrenaicum): Sie gedeiht in europäischen Gebirgen: in den Alpen, den Apuanischen Alpen und den Pyrenäen.

  - Braunellen (Prunella L., Syn.: Brunella Mill., Prunellopsis Kudô; früher in der Subtribus Nepetinae[14]): Die etwa sieben Arten bis fünfzehn Arten sind in den gemäßigten und subtropischen Regionen aller Kontinente der Nordhalbkugel verbreitet.

- Subtribus Menthinae Endl.: Sie enthält etwa 44 Gattungen mit etwa 760 Arten mit fast weltweiter Verbreitung; sie gedeihen meist im gemäßigten Gebieten:[1][18][17]
  - Acanthomintha (A.Gray) Benth. & Hook. f.: Die etwa vier Arten sind vom US-Bundesstaat Kalifornien bis ins nordwestliche Mexiko verbreitet.[5]
  - Steinquendel (Acinos Mill.)[18] (Sie wird manchmal zu Clinopodium L. oder zu Ziziphora L. gestellt): Die etwa zehn Arten sind von Südeuropa über den Mittelmeerraum bis Westasien verbreitet.
  - Blephilia Raf.: Die etwa drei Arten sind in Nordamerika vom östlichen Kanadas bis zu den östlichen und zentralen USA verbreitet.[5]
  - Bystropogon L’Hér.: Von den etwa sieben Arten und drei Naturhybriden sind auf den Kanarischen Inseln sowie auf Madeira verbreitet.[5]
  - Bergminzen (Clinopodium L. s.l., Syn.: Acinos Mill., Antonina Vved., Bancroftia R.K.Porter nom. illeg., Calamintha Mill., Ceratominthe Briq., ×Calapodium Holub, Diodeilis Raf., Faucibarba Dulac, Gardoquia Ruiz & Pav., Nostelis Raf., Oreosphacus Phil., Rafinesquia Raf., Rizoa Cav., Xenopoma Willd.): Die 100 bis 130 Arten gedeihen von den gemäßigten über subtropische Gebiete bis zu tropischen Bergregionen weltweit, außer in Australien. Einige früher eigenständige Gattungen wurde hier eingeordnet.[5]
  - Conradina A.Gray: Die etwa sechs Arten sind in den südöstlichen USA verbreitet.[5]
  - Cuminia Colla (Syn.: Johowia Epling & Looser nom. illeg., Skottsbergiella Epling nom. illeg.): Sie enthält nur eine Art:[5]
    - Cuminia eriantha Benth.: Die zwei Varietäten sind Endemiten auf den Juan-Fernández-Inseln.[5]

  - Cunila D.Royen ex L. (Syn.: Mappia Heist. ex Fabr. nom. illeg., Hedyosmos Mitch.): Die etwa 16 Arten sind in der Neuen Welt von den USA über Zentral- bis Südamerika verbreitet.[5]
  - Cyclotrichium Mandenova & Schengelia: Die etwa neun Arten sind in Westasien verbreitet.[5]
  - Dicerandra Benth. (Syn.: Ceranthera Elliott nom. illeg.): Die etwa neun Arten sind in den südöstlichen USA verbreitet.[19]
  - Eriothymus Rchb.: Sie enthält nur eine Art:
    - Eriothymus rubiaceus (Benth.) J.A.Schmidt: Sie ist im südöstlichen Brasilien verbreitet.

  - Glechon Spreng.: Die sechs bis sieben Arten sind vom südlichen Brasilien über Paraguay und Uruguay bis Argentinien verbreitet.
  - Gontscharovia Boriss.: Sie enthält nur eine Art:
    - Gontscharovia popovii (B.Fedtsch. & Gontsch.) Boriss.: Sie ist vom östlichen Afghanistan bis zur westlichen Himalaja-Region verbreitet.

  - Hedeoma Pers. (Syn.: Pseudocunila Brade): Die etwa 42 Arten sind in der Neuen Welt verbreitet.[5]
  - Hesperozygis Epling: Die etwa sieben Arten sind in Mexiko und Brasilien verbreitet.[5]
  - Hoehnea Epling (Syn.: Keithia Benth. nom. illeg.): Die etwa vier Arten sind in Brasilien, Paraguay und Argentinien verbreitet.[5]
  - Killickia Bräuchler, Heubl & Doroszenko: Die drei bis vier Arten kommen nur in der südafrikanischen Provinz KwaZulu-Natal vor.
  - Kurzamra Kuntze: Sie enthält nur eine Art:
    - Kurzamra pulchella (Clos) Kuntze: Sie ist in Chile und Argentinien verbreitet.

  - Minzen (Mentha L., Syn.: Pulegium Mill., Preslia Opiz, Audibertia Benth., Menthella Pérard, Minthe St.-Lag.): Sie ist mit etwa 20 bis über 30 Arten in den gemäßigten Breiten überwiegend der Nordhalbkugel und mit wenigen Arten auf den südlichen Kontinenten Afrika und Australien verbreitet.
  - Felsenlippen (Micromeria Benth., Syn.: Sabbatia Moench, Zygis Desv. ex Ham., Piperella (C.Presl ex Rchb.) Spach, Apozia Willd. ex Steud., Cuspidocarpus Spenn., Micronema Schott, Tendana Rchb. f.): Die etwa 76 Arten sind von Europa bis ins südlichzentrale China und von Alaska bis Kalifornien verbreitet und es gibt Arten im südlichen Afrika sowie in Kuba.[5]
  - Minthostachys (Benth.) Spach: Die etwa 17 Arten sind im tropischen Südamerika verbreitet.[5]
  - Indianernesseln (Monarda L., Syn.: Cheilyctis Benth., Cheilyctis (Raf.) Spach): Die etwa 20 Arten sind in Nordamerika verbreitet.[5]
  - Monardella Benth. (Syn.: Madronella Greene): Die etwa 30 Arten sind von den westlichen sowie südlichzentralen USA bis Mexiko verbreitet.[5]
  - Obtegomeria Doroszenko & P.D.Cantino: Sie enthält nur eine Art:
    - Obtegomeria caerulescens (Benth.) Doroszenko & P.D.Cantino: Sie ist im westlichen Südamerika verbreitet.

  - Origanum L. (Syn.: Majorana Mill., Marum Mill., Amaracus Hill, Hofmannia Heist. ex Fabr., Beltokon Raf., Onites Raf., Oroga Raf., Zatarendia Raf., Schizocalyx Scheele nom. rej., Dictamnus Mill. nom. illeg., Dictamnus Zinn nom. illeg., ×Origanomajorana Domin, ×Majoranamaracus Rech. f.): Die 15 bis 20 Arten sind von Europa über den Mittelmeerraum bis Makaronesien und China verbreitet.[5]
  - Pentapleura Hand.-Mazz.: Sie enthält nur eine Art:
    - Pentapleura subulifera Hand.-Mazz.: Sie ist in Westasien verbreitet.

  - Piloblephis Raf.: Sie enthält nur eine Art:
    - Piloblephis rigida (Bartram ex Benth.) Raf.: Sie ist in den südöstlichen USA und auf den Bahamas verbreitet.

  - Pogogyne Benth.: Die etwa sieben Arten sind von den USA bis Mexiko verbreitet.
  - Poliomintha A.Gray: Die etwa sieben Arten sind von den USA bis Mexiko verbreitet.
  - Pycnanthemum Michx.: Die 17 bis 21 Arten sind in Nordamerika verbreitet.
  - Rhabdocaulon Epling: Die etwa sieben Arten sind in Brasilien, Argentinien, Paraguay und Uruguay verbreitet.
  - Rhododon Epling: Sie enthält nur eine Art:
    - Rhododon ciliatus (Benth.) Epling: Sie kommt in Texas vor.

  - Saccocalyx Coss. & Durieu: Sie enthält nur eine Art:
    - Saccocalyx saturejoides Coss. & Durieu: Sie ist im nordwestlichen Afrika verbreitet.

  - Bohnenkräuter (Satureja L., Syn.: Thymbra Mill. nom. illeg. non L., Saturiastrum Fourr., Euhesperida Brullo & Furnari, Argantoniella G.López & R.Morales): Die 30 bis 38 Arten sind vom Mittelmeerraum bis zum nordwestlichen China verbreitet.[5]
  - Stachydeoma Small: Sie enthält nur eine Art:
    - Stachydeoma graveolens (Chapm. ex A.Gray) Small: Sie ist in den südöstlichen USA verbreitet.

  - Thymbra L.: Die etwa vier Arten sind von Griechenland bis Iran verbreitet.
  - Thymiane (Thymus L., Syn.: Mastichina Mill., Serpyllum Mill., Cephalotos Adans.): Die 220 bis 300 Arten sind von Grönland über Eurasien bis ins nordöstliche tropische Afrika und verbreitet.[5]
  - Zataria Boiss.: Sie enthält nur eine Art:
    - Zataria multiflora Boiss.: Sie ist von Iran und Afghanistan bis zum westlichen Himalaja verbreitet.

  - Ziziphora L.: Die 20 bis 30 Arten sind vom Mittelraum bis zur Mongolei verbreitet.

- Subtribus Salviinae Endl.: Sie enthält seit 2012 zehn Gattungen, zuvor acht:[13][17]
  - Chaunostoma Donn.Sm.: Sie enthält nur eine Art:
    - Chaunostoma mecistandrum Donn.Sm.: Sie ist von Mexiko über Guatemala bis El Salvador verbreitet.

  - Dorystaechas Boiss. & Heldreich ex Benth.: Sie enthält nur eine Art:
    - Lanzenähre[20] (Dorystaechas hastata Boiss. & Heldreich ex Benth.): Sie kommt in der Türkei vor.

  - Lepechinia Willd. (Syn.: Alguelaguen Feuillée ex Adans., Alguelagum Kuntze, Phytoxis Molina, Ulricia Jacq. ex Steud., Sphacele Benth., Astemon Regel, Mahya Cordem.): Die 30 bis 42 Arten sind von den südwestlichen USA bis Südamerika verbreitet;[5] eine kommt in Hawaii vor.
  - Melissen (Melissa L., Syn.: Mutelia Gren. ex Mutel)[14]: Die etwa vier Arten sind von Europa über Zentralasien, den Himalaja und Tibet sowie Yunnan bis ins westliche Malesien verbreitet.[5]
  - Meriandra Benth.: Von den nur zwei Arten ist eine vom nördlichen Äthiopien über Eritrea bis zur Arabischen Halbinsel sowie in Indien verbreitet und die andere gedeiht im westlichen Himalaja.[5]
  - Neoeplingia Ramamoorthy, Hiriart & Medrano: Sie enthält nur eine Art:
    - Neoeplingia leucophylloides Ramamoorthy, Hiriart & Medrano: Sie kommt in Mexiko vor.

  - Perowskien (Perovskia Kar.): Die sieben bis zehn Arten von Westasien über Zentralasien bis ins westliche China verbreitet.[5]
  - Rosmarin (Rosmarinus L.) Die etwa drei Arten sowie mehrere Unterarten und Naturhybriden sind im Mittelmeergebiet verbreitet.[5]
  - Salbei (Salvia L., Syn.: Horminum Mill. nom. illeg., Sclarea Mill., Jungia Heist. ex Fabr., Covola Medik., Melinum Medik., Schraderia Medik., Stiefia Medik., Jungia Heist. ex Moench nom. illeg., Leonia Cerv., Stenarrhena D.Don, Audibertia Benth. nom. illeg., Aitopsis Raf., Belospis Raf., Calosphace Raf., Codanthera Raf., Crolocos Raf., Elelis Raf., Enipea Raf., Epiadena Raf., Euriples Raf., Flipanta Raf., Glutinaria Raf., Hematodes Raf., Hemistegia Raf., Kiosmina Raf., Larnastyra Raf., Lesemia Raf., Megyathus Raf., Melligo Raf., Oboskon Raf., Ormiastis Raf., Ormilis Raf., Piaradena Raf., Pleudia Raf., Rhodormis Raf., Sobiso Raf., Terepis Raf., Fenixanthes Raf., Leonura Usteri ex Steud., Rhodochlamys S.Schauer, Salviastrum Scheele, Aethyopys (Benth.) Opiz, Drymosphace Opiz, Hemisphace Opiz, Plethiosphace Opiz, Aethiopis Fourr., Gallitrichum Fourr., Polakia Stapf, Sphacopsis Briq., Ramona Greene, Audibertiella Briq., Pycnosphace Rydb., Arischrada Pobed.): Die 850 bis über 900 (je nach Autor 800 bis 1100) sind fast weltweit verbreitet von tropischen bis in gemäßigte Gebiete.[5]
  - Zhumeria Rech. f. & Wendelbo: Sie enthält nur eine Art:
    - Zhumeria majdae Rech. f. & Wendelbo: Sie kommt in Iran vor.

- Subtribus Nepetinae Coss. & Germ.: Sie enthält etwa 14 Gattungen:[17][15]
  - Duftnesseln (Agastache J.Clayton ex Gronov., Syn.: Flessera Adans., Lophanthus Benth. nom. illeg., Dekinia M.Martens & Galeotti, Brittonastrum Briq.)[5]: Sie ist mit über 20 Arten in Nordamerika und mit einer Art im nordöstlichen Asien bis nach Hinterindien verbreitet.
  - Cedronella Moench: Sie enthält nur eine Art:
    - Balsamstrauch (Cedronella canariensis (L.) Webb & Berthel.): Sie kommt in Makaronesien vor.

  - Drachenköpfe (Dracocephalum L., Syn.: Ruyschiana Mill., Ruyschia Fabr., Moldavica Fabr., Cephaloma Neck., Dracontocephalium Hassk., Fedtschenkiella Kudr.)[5]:[15] Die etwa 70 Arten sind vorwiegend im gemäßigten Asien verbreitet, wenigen Arten kommen in Europa vor und eine Art ist in Nordamerika beheimatet.
  - Drepanocaryum Pojark.[15]: Sie enthält nur eine Art:
    - Drepanocaryum sewerzowii (Regel) Pojark.: Sie ist im westlichen und zentralen Asien bis Pakistan und China verbreitet.

  - Gundermann oder Gundelrebe (Glechoma L., Syn.: Chamaeclema Moench, Glechonion St.-Lag., Chamaecissos Lunell, Meehaniopsis Kudô)[5]: Die etwa acht Arten sind ursprünglich im nördlichen, gemäßigten Eurasien verbreitet.
  - Heterolamium C.Y.Wu (Syn.: Changruicaoia Z.Y.Zhu): Diese Gattung war monotypisch bis 2007 eine 2001 aus Sichuan erstbeschriebene Art eingeordnet wurde: Die zwei Arten sind in den chinesischen Provinzen Hubei, Hunan, Shaanxi, Sichuan sowie Yunnan verbreitet.[5]
  - Hymenocrater Fisch. & C.A.Mey.[21][15] (Syn.: Sestinia Boiss.): Die etwa 21 Arten sind im westlichen bis zentralen Asien und der Himalaya-Region verbreitet.[5]
  - Hyssopus L.:[22][14] Die zehn bis zwölf Arten sind hauptsächlich vom Mittelmeerraum bis ins gemäßigte Zentralasien verbreitet;[5] beispielsweise:
    - Ysop (Hyssopus officinalis L.)

  - Lallemantia Fisch. & C.A.Mey.[23][15] (Syn.: Zornia Moench nom. illeg.): Die etwa fünf Arten sind von Europa über das Südwestasien, Kaukasusraum und zentrale Asien, Pakistan, Indien sowie über Russland bis nach China verbreitet. Die Arten sind:[5]
    - Lallemantia baldshuanica Gontsch.
    - Weißgraue Lallemantie (Lallemantia canescens (L.) Fisch. & C.A.Mey.)
    - Iberischer Drachenkopf (Lallemantia iberica (M.Bieb.) Fisch. & C.A.Mey.)
    - Schild-Lallemantie (Lallemantia peltata (L.) Fisch. & C.A.Mey.)
    - Lallemantia royleana (Benth.) Benth.

  - Lophanthus Adans.[24][15] (Syn.: Vleckia Raf.): Die etwa 22 Arten sind in gemäßigten Gebieten von West- über Zentralasien bis in die Mongolei und China verbreitet.
  - Marmoritis Benth.[16] (Syn.: Phyllophyton Kudô, Pseudolophanthus Levin): Die etwa fünf Arten sind in der Himalajaregion zwischen Indien bis China verbreitet.[5]
  - Asiatische Taubnesseln (Meehania Britton)[15]: Von den etwa sieben Arten sind sechs Arten im gemäßigten und subtropischen Asien und eine Art in Nordamerika beheimatet.[25]
  - Katzenminzen (Nepeta L., Syn.: Afridia Duthie, Cataria Adans., Oxynepeta Bunge, Saccilabium Rottb., Saussuria Moench, Schizonepeta (Benth.) Briq., Pitardia Batt. ex Pit., Kudrjaschevia Pojark.)[15]: Die etwa 250 bis 300 Arten sind vorwiegend in den gemäßigten Gebieten Eurasiens und auch in Nordafrika sowie im tropischen Afrika verbreitet.[5]
  - Schizonepeta (Benth.) Briq.[15][17] (manchmal in Nepeta): Die etwa drei Arten sind in Asien verbreitet.

### Einzelreferenzen
1. 1 2 3  
Christian Bräuchler: Phylogenetische und taxonomische Untersuchungen an der Subtribus Menthinae (Lamiaceae, Nepetoideae, Mentheae) unter besonderer Berücksichtigung des Satureja-Komplexes. Dissertation der Fakultät für Biologie der Ludwig-Maximilians-Universität München, 2009 (PDF-Datei).
2. 1 2  
Nepetoideae im Germplasm Resources Information Network (GRIN), USDA, ARS, National Genetic Resources Program. National Germplasm Resources Laboratory, Beltsville, Maryland. Abgerufen am 2. August 2014.
3. ↑  
Xi-wen Li, Ian C.Hedge: Ombrocharis. In: Wu Zheng-yi, Peter H. Raven (Hrsg.): Flora of China. Volume 17: Verbenaceae through Solanaceae. Science Press / Missouri Botanical Garden Press, Beijing / St. Louis 1994, ISBN 0-915279-24-X, S. 177 (englisch, online – PDF-Datei).
4. ↑  
Jess A. Peirson, Philip D. Cantino, Harvey E. Ballard Jr.: A Taxonomic Revision of Collinsonia (Lamiaceae) Based on Phenetic Analyses of Morphological Variation. In: Systematic Botany. Band 31, Nr. 2, 2006, S. 398–409, doi:10.1600/036364406777585838 (englisch).
5. 1 2 3 4 5 6 7 8 9 10 11 12 13 14 15 16 17 18 19 20 21 22 23 24 25 26 27 28 29 30 31 32 33 34 35 36 37 38 39 40 41 42 43 44 45 46 47 48 49 50 51 52 53 54 55 56 57 58 59 60 61 62 63 64 65 66 67 68 69 70 71 72 73 74 75 76 77 78 79 80 81 82 83 84 85 86 87 88 89  
Rafaël Govaerts, 2003: World Checklist of Selected Plant Families Database in ACCESS: 1-216203. The Board of Trustees of the Royal Botanic Gardens, Kew. Lamiaceae. In: POWO = Plants of the World Online von Board of Trustees of the Royal Botanic Gardens, Kew: Kew Science, abgerufen am 2. August 2014.
6. ↑  
Xi-wen Li, Ian C.Hedge: Keiskea. In: Wu Zheng-yi, Peter H. Raven (Hrsg.): Flora of China. Volume 17: Verbenaceae through Solanaceae. Science Press / Missouri Botanical Garden Press, Beijing / St. Louis 1994, ISBN 0-915279-24-X, S. 257 (englisch, online – PDF-Datei).
7. ↑  
Alan James Paton, D. Springate, S. Suddee, D. Otieno, R. J. Grayer, M. M. Harley, F. Willis, M. S. Simmonds, M. P. Powell, V. Savolainen: Phylogeny and evolution of basils and allies (Ocimeae, Labiatae) based on three plastid DNA regions. In: Molecular Phylogenetics and Euolution. Band 31, Nr. 1, 2004, S. 277–299, PMID 15019625, doi:10.1016/j.ympev.2003.08.002.
8. ↑  
S. Suddee, Alan James Paton, J. A. N. Parnell: Taxonomic Revision of the tribe Ocimeae Dumort (Lamiaceae) in continental South East Asia III. Ociminae. In: Kew Bulletin. Band 60, Nr. 1, 2005, S. 3–75, JSTOR:4110885.
9. ↑  
José Floriano Barêa Pastore, Raymond M. Harley, Félix Forest, Alan Paton, Cássio van den Berg: Phylogeny of the subtribe Hyptidinae (Lamiaceae tribe Ocimeae) as inferred from nuclear and plastid DNA. In: Taxon. Band 60, Nr. 5, 2011, S. 1317–1329, Abstract (PDF-Datei).
10. ↑  
Raymond M. Harley, José Floriano Barêa Pastore: A generic revision and new combinations in the Hyptidinae (Lamiaceae), based on molecular and morphological evidence. In: Phytotaxa. Band 58, 2012, S. 1–55 ( PDF-Datei, nur Abstract).
11. ↑  
Alan James Paton, G. Bramley, O. Ryding, R. Polhill, Y. B. Harvey, M. Iwarsson, F. Willis, P. Phillipson, K. Balkwill, C. Lukhoba, D. Otiend, Raymond Mervyn Harley: Lamiaceae (Labiatae). In:  H. J. Beentje, S. A. Ghazanfar, R. M. Polhill (Hrsg.): Flora of Tropical East Africa.  Kew Publishing, Kew 2009, ISBN 978-1-84246-372-7, S. 1–430.
12. ↑  
Alan James Paton, G. Bramley, O. Ryding, R. M. Polhill, Y. B. Harvey, M. Iwarsson, D. Otieno, K. Balkwill, P. B. Phillipson, Raymond Mervyn Harley, F. Willis: Flora Zambesiaca. Band 8, Part 8: Labiatae, Pogostemonoideae to Nepetoideae Tribe Mentheae. Royal Botanic Gardens, Kew, 2013, ISBN 978-1-84246-196-9, S. 1–346.
13. 1 2  
Hye-Kyoung Moon, Stefan Vinckier, Jay B. Walker, Erik Smets, Suzy Huysmans: A Search for phylogentically informative pollen characters in the Subtribe Salviinae (Mentheae: Lamiaceae). In: International Journal of Plant Sciences. Band 169, Nr. 3, 2008, S. 455–471, doi:10.1086/526463 (englisch, kuleuven.be [PDF; 2,0 MB]).
14. 1 2 3 4 5 6 7  
Hye-Kyoung Moon, Erik Smets, Suzy Huysmans: Phylogeny of tribe Mentheae (Lamiaceae): The story of molecules and micromorphological characters. In: Taxon. Band 59, Nr. 4, 2010, S. 1065–1076 (englisch, Abstract).
15. 1 2 3 4 5 6 7 8 9 10  
Hye-Kyoung Moon, Erik Smets, Suzy Huysmans: Phylogeny of tribe Mentheae (Lamiaceae): The story of molecules and micromorphological characters. In: Review of Palaeobotany and Palynology. Band 149, Nr. 3–4, 2008, S. 174–186, doi:10.1016/j.revpalbo.2007.12.001 (englisch).
16. 1 2  
Tae-Soo Jang, Suk-Pyo Hong: Comparative pollen morphology of Glechoma and Marmoritis (Nepetinae, Lamiaceae). In: Journal of Systematics and Evolution. Band 48, Nr. 6, 2010, S. 464–473, doi:10.1111/j.1759-6831.2010.00101.x (englisch).
17. 1 2 3 4 5 6 7  
B. T. Drew, K. J. Sytsma: Phylogenetics, biogeography, and staminal evolution in the tribe Mentheae (Lamiaceae). In: American Journal of Botany. Band 99, Nr. 5, 2012, S. 933–953, doi:10.3732/ajb.1100549 (englisch).
18. 1 2  
Christian Bräuchler, Harald Meimberg, Günther Heubl: Molecular phylogeny of Menthinae (Lamiaceae, Nepetoideae, Mentheae) – Taxonomy, biogeography and conflicts. In: Molecular Phylogenetics and Evolution. Band 55, Nr. 2, 2010, S. 501–523, doi:10.1016/j.ympev.2010.01.016.
19. ↑  
Luiz O. Oliveira, Robin B. Huck, Matthew A. Gitzendanner, Walter S. Judd, Douglas E. Soltis, Pamela S. Soltis: Molecular phylogeny, biogeography, and systematics of Dicerandra (Lamiaceae), a genus endemic to the southeastern United States. In: American Journal of Botany. Band 94, 2007, S. 1017–1027, doi:10.3732/ajb.94.6.1017 (englisch).
20. ↑  
Peter Schönfelder, Ingrid Schönfelder: Die neue Kosmos-Mittelmeerflora. Franckh-Kosmos-Verlag Stuttgart 2008. ISBN 978-3-440-10742-3. S. 250.
21. ↑  
Avat (Arman) Taherpour, Hossein Maroofi, Mahdi Changizi, Reza Vafaei Shoushtari, Kambiz Larijani, Azadeh Kazempour: Chemical compositions of the essential oil and calculation the biophysicochemical coefficients of the components of Hymenocrater longiflorus Benth. of Iran. In: Natural Science. Band 3, Nr. 2, 2011, S. 104–108, doi:10.4236/ns.2011.32015 (englisch, hier relevant: Gattungsangaben).
22. ↑  
Fatemeh Fathiazad, Sanaz Hamedeyazdan: A review on Hyssopus officinalis L.: Composition and biological activities. In: African Journal of Pharmacy and Pharmacology. Band 5, Nr. 17, 2011, S. 1959–1966, doi:10.5897/AJPP11.527 (englisch, academicjournals.org [PDF; 112 kB] hier relevant: Kapitel „Nomenclature“ mit Gattungsangaben).
23. ↑  
Muhittin Dinç, Nur Münevver Pinar, Süleyman Dogu, Şinasi Yildirimli: Micromorphological Studies of Lallemantia L. (Lamiaceae) Species growing in Turkey. In: Acta Biologica Cracoviensia. Series Botanica. Band 51, Nr. 1, 2009, S. 45–54 (englisch, edu.pl [PDF; 1,6 MB]).
24. ↑  
Tuncay Dirmenci, Bayram Yildiz, Ian C. Hedge, Mehmet Firat: Lophanthus (Lamiaceae) in Turkey: a new generic record and a new species. In: Turkish Journal of Botany. Band 34, Nr. 2, 2010, S. 123–129, doi:10.3906/bot-0907-74 (englisch).
25. ↑  
Xi-wen Li, Ian C.Hedge: Meehania. In: Wu Zheng-yi, Peter H. Raven (Hrsg.): Flora of China. Volume 17: Verbenaceae through Solanaceae. Science Press / Missouri Botanical Garden Press, Beijing / St. Louis 1994, ISBN 0-915279-24-X, S. 122 (englisch, online – PDF-Datei).

## Weiterführende Literatur
- Raymond Mervyn Harley: Checklist and key of genera and species of the Lamiaceae of the Brazilian Amazon = Lista e chaves para gêneros e espécies de Lamiaceae da Amazônia brasileira. In: Rodriguésia. Band 63, Nr. 1, Rio de Janeiro, 2012, doi:10.1590/S2175-78602012000100010.